# Saúde das mulheres

Um símbolo da saúde das mulheres

A saúde das mulheres difere da do homem em muitas maneiras. Ela constitui-se como um exemplo de saúde da população, onde a saúde é definida pela Organização Mundial da Saúde como “um estado de completo bem-estar físico, mental e social e não apenas a ausência de doença ou enfermidade”. Muitas vezes tratada simplesmente como saúde reprodutiva das mulheres, muitos grupos defendem uma definição mais ampla referente à saúde geral das mulheres. Essas diferenças são ainda mais acentuadas nos países em desenvolvimento, onde as mulheres, cuja saúde inclui os seus riscos e experiências, estão ainda mais desfavorecidas.
Embora as mulheres nos países industrializados tenham reduzido a diferença de género na esperança média de vida e agora vivam mais do que os homens, em muitas áreas da saúde elas sofrem com doenças mais precoces, graves e com resultados piores. O género continua a ser um importante factor determinante a nível social da saúde, uma vez que a saúde das mulheres é influenciada não apenas pela sua biologia, mas também por condições como pobreza, emprego e responsabilidades familiares. As mulheres têm estado em desvantagem em muitos aspectos, como em termos de poder social e económico, o que restringe o seu acesso às necessidades da vida, incluindo assistência médica, e quanto maior o nível de desvantagem, como nos países em desenvolvimento, maior o impacto adverso sobre a sua saúde.
A saúde reprodutiva e sexual das mulheres tem uma diferença distinta em comparação com a saúde dos homens. Mesmo em países desenvolvidos, a gravidez e o parto estão associados a riscos substanciais para as mulheres, com a mortalidade materna sendo responsável por mais de um quarto de milhão de mortes por ano, com grandes diferenças entre os países em desenvolvimento e os desenvolvidos. A comorbidade de outras doenças não reprodutivas, como doenças cardiovasculares, contribuem para a mortalidade e morbidade da gravidez, incluindo pré-eclampsia. As infecções sexualmente transmissíveis têm consequências graves para mulheres e bebés, com a transmissão de mãe para filho levando a resultados como natimortos e mortes perinatais, e a doença inflamatória pélvica levando à infertilidade. Além disso, a infertilidade por muitas outras causas, controlo de natalidade, gravidez não planeada, actividade sexual não consensual e a luta pelo acesso ao aborto criam problemas adicionais para as mulheres.
Embora as taxas das principais causas de morte, doenças cardiovasculares, cancro e doenças pulmonares sejam semelhantes em mulheres e homens, as mulheres têm experiências diferentes. O cancro do pulmão superou todos os outros tipos de cancro como a principal causa de morte por cancro em mulheres, seguido pelo cancro da mama, colorretal, ovário, uterino e cervical. Embora fumar seja a principal causa de cancro do pulmão, entre as mulheres não fumadoras o risco de desenvolver cancro é três vezes maior do que entre os homens. Apesar disso, o cancro da mama continua a ser o cancro mais comum em mulheres de países desenvolvidos e é uma das doenças crónicas mais importantes das mulheres, enquanto o cancro do colo do útero continua a ser um dos cancros mais comuns em países em desenvolvimento, associado ao vírus do papiloma humano (VPH), uma infeção sexualmente transmissível. A vacina contra o VPH, juntamente com o rastreio, oferece a promessa de controlar essas doenças. Outros problemas de saúde importantes para as mulheres incluem doenças cardiovasculares, depressão, demência, osteoporose e anemia. Um grande entrave para o avanço da saúde das mulheres tem sido a sua sub-representação em estudos de pesquisa, uma desigualdade que tem vindo a ser abordada na Europa, nos Estados Unidos e noutras nações ocidentais pelo estabelecimento de centros de excelência de pesquisa em saúde das mulheres e ensaios clínicos em grande escala, como a Women's Health Initiative.

## Definições e âmbito
A experiência das mulheres em relação à saúde e à doença difere da dos homens, devido às condições biológicas, sociais e comportamentais únicas. As diferenças biológicas variam de fenótipos à biologia celular e manifestam riscos únicos para o desenvolvimento de problemas de saúde. A Organização Mundial da Saúde (OMS) define saúde como "um estado de completo bem-estar físico, mental e social e não apenas a ausência de doença ou enfermidade". A saúde das mulheres é um exemplo de saúde da população, a saúde de uma parte específica da população.
A saúde das mulheres foi descrita como "uma colcha de retalhos com vários buracos". Embora muitas das questões em torno da saúde das mulheres estejam relacionadas com a saúde reprodutiva, incluindo saúde materna - infantil, saúde genital e da mama, e saúde endócrina (hormonal), incluindo menstruação, controlo da natalidade e menopausa, uma compreensão mais ampla da saúde das mulheres foi instada a incluir todos os aspectos da saúde das mulheres. A OMS considera que uma ênfase indevida na saúde reprodutiva tem sido uma grande barreira para garantir o acesso a cuidados de saúde de boa qualidade para todas as mulheres. Condições que afectam homens e mulheres, como doenças cardiovasculares e osteoporose, também se manifestam de forma diferente nas mulheres. Os problemas de saúde das mulheres também incluem situações médicas em que as mulheres enfrentam problemas directamente não relacionados com a sua biologia, como acesso diferenciado por género a tratamento médico e outros factores socioeconómicos. A saúde das mulheres é uma preocupação particular devido à discriminação generalizada contra as mulheres em todo o mundo, deixando-as em desvantagem.
Vários defensores da saúde e da pesquisa médica, como a Society for Women's Health Research dos Estados Unidos, apoiam essa definição mais ampla, em vez de meramente questões específicas da anatomia feminina humana para incluir áreas onde existem diferenças a nível do sexo biológico entre as mulheres e os homens. As mulheres também precisam mais de cuidados de saúde e de ter mais acesso ao sistema de saúde do que os homens. Embora parte disso seja devido às necessidades de saúde reprodutiva e sexual, eles também têm problemas crónicos de saúde não reprodutiva, como doenças cardiovasculares, cancros, doenças mentais, diabetes e osteoporose. Outra perspectiva importante é perceber que eventos ao longo de todo o ciclo de vida (ou curso de vida), desde o período intrauterino até ao envelhecimento, afectam o crescimento, o desenvolvimento e a saúde das mulheres. A perspectiva do curso de vida é uma das principais estratégias da Organização Mundial da Saúde.

### Perspectiva global
As diferenças de género na susceptibilidade e nos sintomas da doença e na resposta ao tratamento em muitas áreas da saúde são particularmente verdadeiras quando vistas de uma perspectiva global. Muitas das informações disponíveis vêm de países desenvolvidos, mas existem diferenças marcantes entre países desenvolvidos e em desenvolvimento em termos de papéis e saúde das mulheres. O ponto de vista global é definido como a "área de estudo, pesquisa e prática que prioriza a melhoria da saúde e o alcance da igualdade na saúde para todas as pessoas em todo o mundo". Em 2015, a Organização Mundial da Saúde identificou os dez principais problemas na saúde das mulheres como cancro, saúde reprodutiva, saúde materna, vírus da imunodeficiência humana (VIH), infecções sexualmente transmissíveis, violência, saúde mental, doenças não transmissíveis, juventude e envelhecimento.

## Esperança média de vida
A esperança média de vida das mulheres é maior do que a dos homens, e elas apresentam menores taxas de mortalidade ao longo da vida, independentemente da raça e da região geográfica. Porém, historicamente, as mulheres apresentaram taxas de mortalidade mais altas, principalmente devido a mortes maternas (morte no parto). Nos países industrializados, especialmente nos mais avançados, a diferença de género diminuiu e foi revertida após a revolução industrial. Apesar destas diferenças, em muitas áreas da saúde, as mulheres apresentam doenças mais precoces e graves e apresentam piores resultados.
Apesar dessas diferenças, as principais causas de morte nos Estados Unidos são notavelmente semelhantes para homens e mulheres, lideradas por doenças cardíacas, que correspondem sensivelmente a um quarto de todas as mortes, seguidas por cancro, doenças respiratórias e acidentes vasculares cerebrais. Embora as mulheres tenham uma incidência menor de morte por lesões não intencionais e suicídio, elas têm uma incidência maior de demência (Gronowski e Schindler, Tabela I).
As principais diferenças na expectativa de vida das mulheres entre países desenvolvidos e em desenvolvimento estão nos anos férteis. Se uma mulher sobreviver a este período, as diferenças entre as duas regiões tornam-se menos marcantes, uma vez que mais tarde na vida as doenças não transmissíveis (DNT) tornam-se as principais causas de morte em mulheres de todo o mundo, sendo as mortes cardiovasculares responsáveis por 45% das mortes em mulheres mais velhas, seguidas de cancro (15%) e doenças respiratórias (10%). Isto cria encargos adicionais para os recursos dos países em desenvolvimento. Mudanças no estilo de vida, incluindo dietas, actividades físicas e factores culturais que favorecem o tamanho corporal das mulheres, estão a contribuir para um problema crescente de obesidade e diabetes entre as mulheres nesses países e aumentando os riscos de doenças cardiovasculares e outras DNT.
As mulheres socialmente marginalizadas têm uma maior probabilidade de morrer mais jovens do que as mulheres que não o são. Mulheres com transtornos de abuso de substâncias, sem habitação, prostitutas e/ou presas têm vidas significativamente mais curtas do que as outras mulheres. Em qualquer idade, as mulheres nesses grupos estigmatizados e sobrepostos têm aproximadamente 10 a 13 vezes mais probabilidade de falecer do que as mulheres típicas da mesma idade.

## Factores sociais e culturais

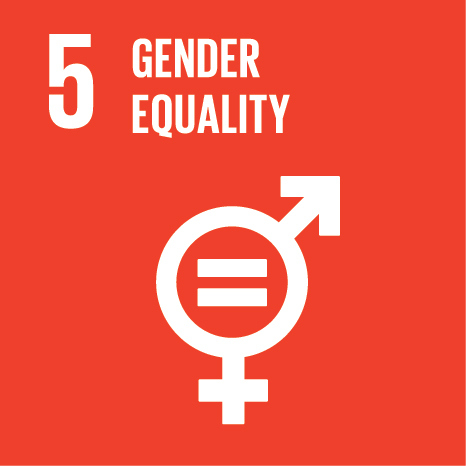
Logo do Objectivo 5 de Desenvolvimento Sustentável: Igualdade de género

A saúde das mulheres posiciona-se dentro de um conjunto mais amplo de conhecimento citado, entre outros, pela Organização Mundial da Saúde, que atribui importância ao género como determinante social da saúde. Embora a saúde das mulheres seja afectada pela sua biologia, ela também é afectada pelas suas condições sociais, como pobreza, emprego e responsabilidades familiares, e esses aspectos não devem ser postos de parte.
As mulheres têm sido tradicionalmente prejudicadas em termos de status económico, social e de poder, o que por sua vez reduz o seu acesso a uma série de necessidades, incluindo cuidados de saúde. Apesar das melhorias que têm vindo a acontecer nas nações ocidentais, as mulheres continuam em desvantagem em relação aos homens. A diferença de género na saúde é ainda mais aguda nos países em desenvolvimento, onde as mulheres são relativamente mais desfavorecidas. Além da desigualdade de género, continuam a ocorrer processos específicos exclusivamente associados à mulher, o que por sua vez cria desafios tanto na prevenção quanto nos cuidados de saúde.
Mesmo depois de conseguir acesso aos cuidados de saúde, as mulheres continuaram a ser discriminadas, um processo que Iris Young chamou de "exclusão interna", em oposição à "exclusão externa", as ditas barreiras de acesso. Essa invisibilidade efectivamente mascarou e continua a mascarar as queixas de grupos já prejudicados pela desigualdade, aprofundando ainda mais a injustiça.
As diferenças comportamentais também desempenham um papel no tema, em que as mulheres apresentam menor risco, incluindo consumir menos tabaco, álcool e drogas, reduzindo o risco de mortalidade por doenças associadas, incluindo cancro do pulmão, tuberculose e cirrose. Outros factores de risco que são mais baixos para as mulheres incluem acidentes rodoviários. As diferenças ocupacionais expuseram as mulheres a menos acidentes de trabalho, embora isso tenha vindo a mudar, assim como o risco de ferimentos ou morte na guerra. No geral, essas lesões contribuíram para 3,5% das mortes em mulheres, em comparação com as 6,2% nos Estados Unidos durante o ano de 2009. As taxas de suicídio também são menores nas mulheres.
A visão social da saúde, combinada com o reconhecimento de que o género é um determinante social da saúde, tem vindo a aumentar a informação e a prestação de serviços de saúde às mulheres em países por todo o mundo. Os serviços de saúde das mulheres, como o Leichhardt Women's Community Health Centre, que foi estabelecido em 1974 e foi o primeiro centro de saúde das mulheres estabelecido na Austrália, é um exemplo de abordagem da saúde das mulheres para a prestação de serviços.
A saúde das mulheres é uma questão que tem sido abordada por muitas feministas, especialmente no que diz respeito à saúde reprodutiva, e o movimento internacional de mulheres foi responsável por grande parte da adopção de agendas para melhorar a saúde das mulheres.

## Factores biológicos
Mulheres e homens diferem na sua composição cromossómica, produtos de genes de proteínas, impressão genómica, expressão de genes, vias de sinalização e ambiente hormonal. Tudo isso requer cautela ao extrapolar informações derivadas de biomarcadores de um sexo para o outro. As mulheres são particularmente vulneráveis nos dois extremos da vida. Mulheres jovens e adolescentes correm risco de DST, gravidez e aborto inseguro, enquanto mulheres mais velhas geralmente têm poucos recursos, estão em desvantagem em relação aos homens, e também correm o risco de demência e abuso, aos quais geralmente acrescem os problemas de saúde.

## Saúde reprodutiva e sexual
As mulheres vivenciam muitos problemas de saúde únicos, relacionados à reprodução e à sexualidade, e estes são responsáveis por um terço de todos os problemas de saúde pelos quais as mulheres podem passar durante os seus anos reprodutivos (dos 15 aos 44 anos), dos quais o sexo inseguro é um importante factor de risco, especialmente nos países em desenvolvimento. A saúde reprodutiva inclui uma ampla gama de questões, incluindo a saúde e função das estruturas e sistemas envolvidos na reprodução, gravidez, parto e educação infantil, incluindo cuidados pré-natais e perinatais. A saúde global das mulheres tem um foco muito maior na saúde reprodutiva do que aquilo que acontece nos países desenvolvidos, mas também em doenças infecciosas, como malária na gravidez e doenças não transmissíveis. Muitos dos problemas que as mulheres e meninas enfrentam em regiões de poucos recursos são relativamente desconhecidos nos países desenvolvidos, como a mutilação genital feminina, e ainda não têm acesso aos recursos diagnósticos e clínicos adequados.

### Saúde materna

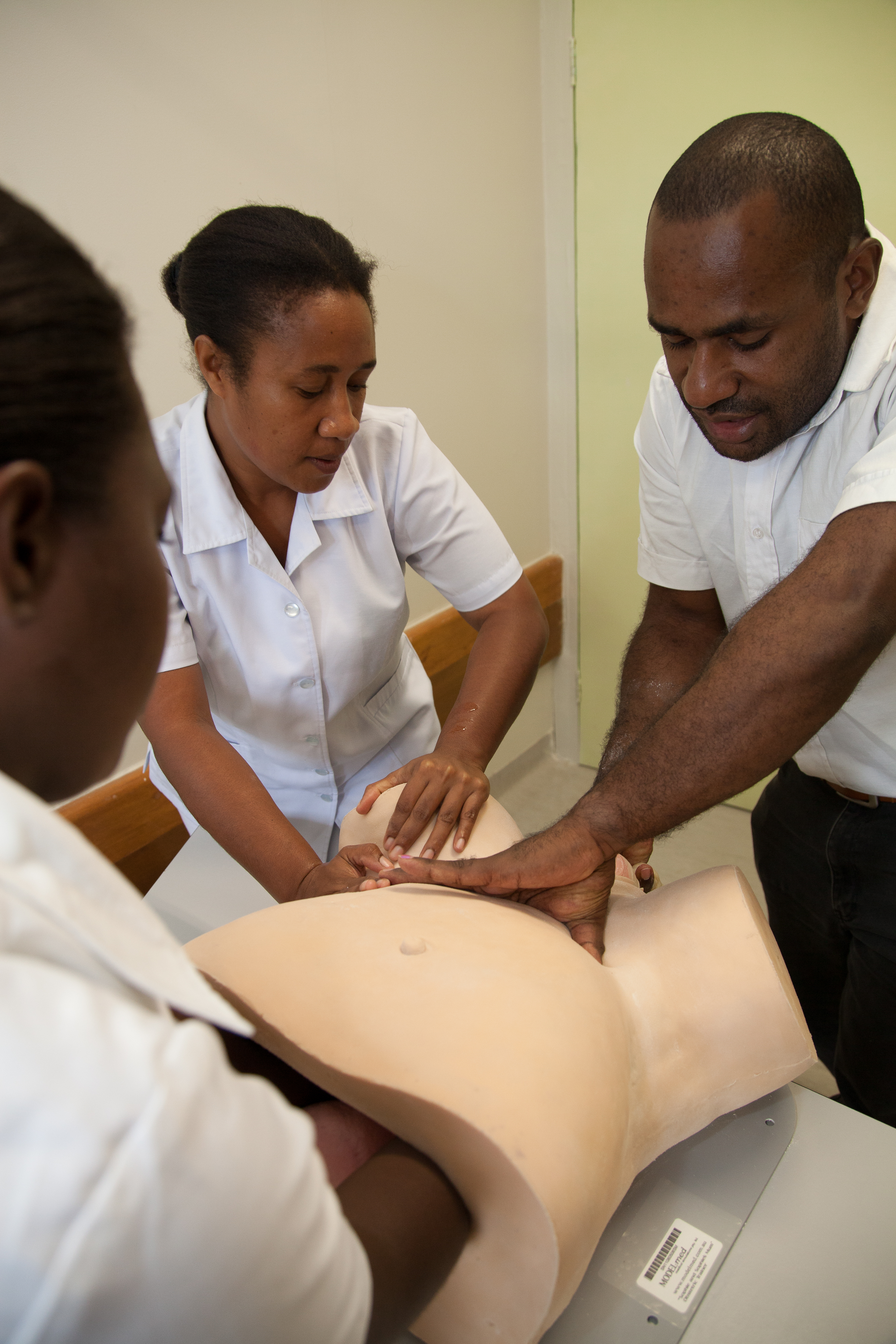
Formação de obstetrícia na Papua-Nova Guiné

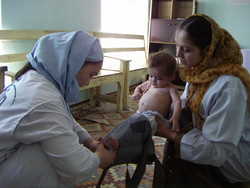
Clínica de saúde materna no Afeganistão

A gravidez apresenta riscos substanciais à saúde, mesmo em países desenvolvidos, mesmo apesar dos avanços na ciência e na prática obstétrica. A mortalidade materna continua a ser um grande problema na saúde global e é considerada um evento sentinela no julgamento da qualidade dos sistemas de saúde. A gravidez na adolescência representa um problema particular, seja intencional ou não, e seja dentro do casamento ou união ou não. A gravidez resulta em grandes mudanças na vida da jovem, em termos físicos, emocionais, sociais e económicos, e prejudica a sua transição para a idade adulta. A gravidez na adolescência, na maioria das vezes, decorre da falta de opções da jovem mulher, e em vários casos de abuso. O casamento infantil é um grande contribuinte em todo o mundo, uma vez que 90% dos nascimentos de meninas dos 15 aos 19 anos ocorrem dentro do casamento.

#### Morte materna
Em 2013, cerca de 289 mil mulheres (cerca de 800 por dia) no mundo morreram devido a causas relacionadas com a gravidez, com grandes diferenças entre países desenvolvidos e em desenvolvimento. A mortalidade materna nas nações ocidentais tem caído constantemente e é objecto de relatórios e análises anuais. Ainda assim, por exemplo, entre 1987 e 2011 a mortalidade materna nos Estados Unidos aumentou de 7,2 para 17,8 mortes por 100 mil nascidos vivos, o que se reflecte na Taxa de Mortalidade Materna. Já em Portugal, o acréscimo de mortes maternas registado por 100 mil nascimentos, passou de 10,4 em 2017 para 19,5 em 2018. Um valor semelhante ao de 1980. Para o Serviço Nacional de Saúde, o valor é influenciado por vários factores, entre eles a idade das mulheres na gravidez; uma vez que a idade média em que a mulher portuguesa engravida pela primeira vez tem aumentado, este tem vindo a tornar-se um factor de preocupação. Entre 2014 e 2017, quase 60% das mortes maternas ocorreu em mulheres com mais de 35 anos, enquanto que apenas 30% das mães de todos os nados vivos estavam nesse grupo etário. No Brasil, a taxa de mortes maternas era de 64 por cada 100 mil nados vivos em 2019. Muito inferior aos 140 por 100 mil que o país detinha na década de 1990, mas ainda longe da meta definida pela Organização das Nações Unidas no Pacto do Milénio, que é de 35 mortes por cada 100 mil. O Brasil deveria ter atingido esta marca em 2015, mas houve uma renegociação e o prazo foi prorrogado até 2030. Em contraste, taxas de até 1.000 mortes por 100 mil nascimentos são relatadas no resto do mundo, com as taxas mais altas na África subsariana e no sul da Ásia, que respondem por 86% dessas mortes. Essas mortes raramente são investigadas, mas a Organização Mundial da Saúde considera que 99% dessas mortes, a maioria das quais ocorre dentro de 24 horas após o parto, são evitáveis se houver infraestrutura, formação de profissionais e instalações adequadas. Nesses países com poucos recursos, a saúde materna é ainda mais corroída pela pobreza e pelos factores económicos adversos que afectam as estradas, instalações de saúde, equipamentos e provisões, além de pessoal qualificado limitado. Outros problemas incluem atitudes culturais em relação à sexualidade, contracepção, casamento infantil, parto em casa e a capacidade de reconhecer emergências médicas. As causas directas dessas mortes maternas são hemorragia, eclampsia, trabalho de parto distócico, sepse e aborto. Além disso, a malária e a SIDA complicam a gravidez. No período entre 2003-2009, a hemorragia foi a principal causa de morte, respondendo por 27% das mortes nos países em desenvolvimento e 16% nos países desenvolvidos.
A saúde não reprodutiva continua a ser um importante factor de previsão da saúde materna. Nos Estados Unidos, as principais causas de morte materna são as doenças cardiovasculares (15% das mortes), doenças endócrinas, respiratórias e gastrointestinais, infecções, hemorragias e doenças hipertensivas da gravidez (Gronowski e Schindler, Tabela II).
Em 2000, as Nações Unidas criaram o Objectivo de Desenvolvimento do Milénio (ODM) 5 para melhorar a saúde materna. A meta 5A buscou reduzir a mortalidade materna em três quartos de 1990 a 2015, usando dois indicadores, 5.1 o rácio de mortalidade materna (RMM) e 5.2 a proporção de partos assistidos por pessoal de saúde qualificado (médico, enfermeira ou parteira). Os primeiros relatórios indicaram que o ODM 5 fez o menor progresso de todos os ODM. Até à data-alvo de 2015, o RMM havia diminuído apenas 45%, de 380 para 210, a maioria dos quais ocorreram após 2000. No entanto, essa melhoria ocorreu em todas as regiões, mas os RMM mais altos continuaram a apresentar-se em África e na Ásia, embora o sul da Ásia tenha testemunhado a maior queda, de 530 para 190 (64%). O menor declínio foi observado nos países desenvolvidos, de 26 para 16 (37%). Em termos de partos assistidos, essa proporção aumentou globalmente de 59 para 71%. Embora os números sejam semelhantes para as regiões desenvolvidas e em desenvolvimento, houve grandes variações nas últimas, de 52% no sul da Ásia a 100% no Leste Asiático. Os riscos de morrer durante a gravidez nos países em desenvolvimento continuam quatorze vezes mais altos do que nos países desenvolvidos, mas na África subsariana, onde o RMM é mais alto, o risco é 175 vezes maior. Ao estabelecer as metas dos ODM, o parto assistido qualificado foi considerado uma estratégia-chave, mas também um indicador de acesso a cuidados e reflecte de perto as taxas de mortalidade. Também há diferenças marcantes dentro das regiões, com uma taxa 31% menor nas áreas rurais dos países em desenvolvimento (56 vs. 87%), não havendo diferença no Leste Asiático, e 52% na África Central (32 vs. 84%). Com a conclusão da campanha dos ODM em 2015, novas metas encontram-se a ser definidas para 2030 no âmbito da campanha dos Objectivos de Desenvolvimento Sustentável. A saúde materna é colocada sob a Meta 3, Saúde, com a meta de reduzir a taxa de mortalidade materna global para menos de 70. Entre as ferramentas que estão a ser desenvolvidas para ir de encontro a essas metas está a Lista de Verificação para Parto Seguro da OMS.
As melhorias na saúde materna, além da assistência profissional no parto, exigirão cuidados pré-natais de rotina, cuidados obstétricos de emergência básicos, incluindo a disponibilidade de antibióticos, ocitócicos, anticonvulsivos, a capacidade de remover manualmente uma placenta retida, realizar partos instrumentados e cuidados pós-parto. Estudos indicam que os programas mais eficazes são aqueles com foco na educação do paciente e da comunidade, cuidados pré-natais, obstetrícia de emergência (incluindo acesso a cesarianas) e transporte. Tal como acontece com a saúde das mulheres em geral, as soluções para a saúde materna requerem uma visão ampla abrangendo muitos dos outros objectivos dos ODM, como pobreza e situação social, e dado que a maioria das mortes ocorre no período intraparto imediato, foi recomendado que os cuidados durante o parto sejam uma estratégia central.  Novas directrizes sobre cuidados pré-natais foram publicadas pela OMS em novembro de 2016.

#### Complicações da gravidez
Além da morte que ocorre na gravidez e no parto, a gravidez pode resultar em muitos problemas de saúde não fatais, incluindo fístulas obstétricas, gravidez ectópica, trabalho de parto prematuro, diabetes gestacional, hiperêmese gravídica e estados hipertensivos, incluindo pré-eclampsia e anemia. Globalmente, as complicações da gravidez superam amplamente as mortes maternas, com cerca de 9,5 milhões de casos de complicações relacionadas com a gravidez e 1,4 milhões de quase-acidentes (sobrevivência de complicações graves com risco de vida). As complicações relacionadas com a gravidez podem ser físicas, mentais, económicas e sociais. Estima-se que entre 10 a 20 milhões de mulheres desenvolvam algum tipo de deficiência física ou mental a cada ano, resultante de complicações da gravidez ou cuidados inadequados. Consequentemente, as agências internacionais desenvolveram padrões para os cuidados obstétricos.

##### Fístula obstétrica

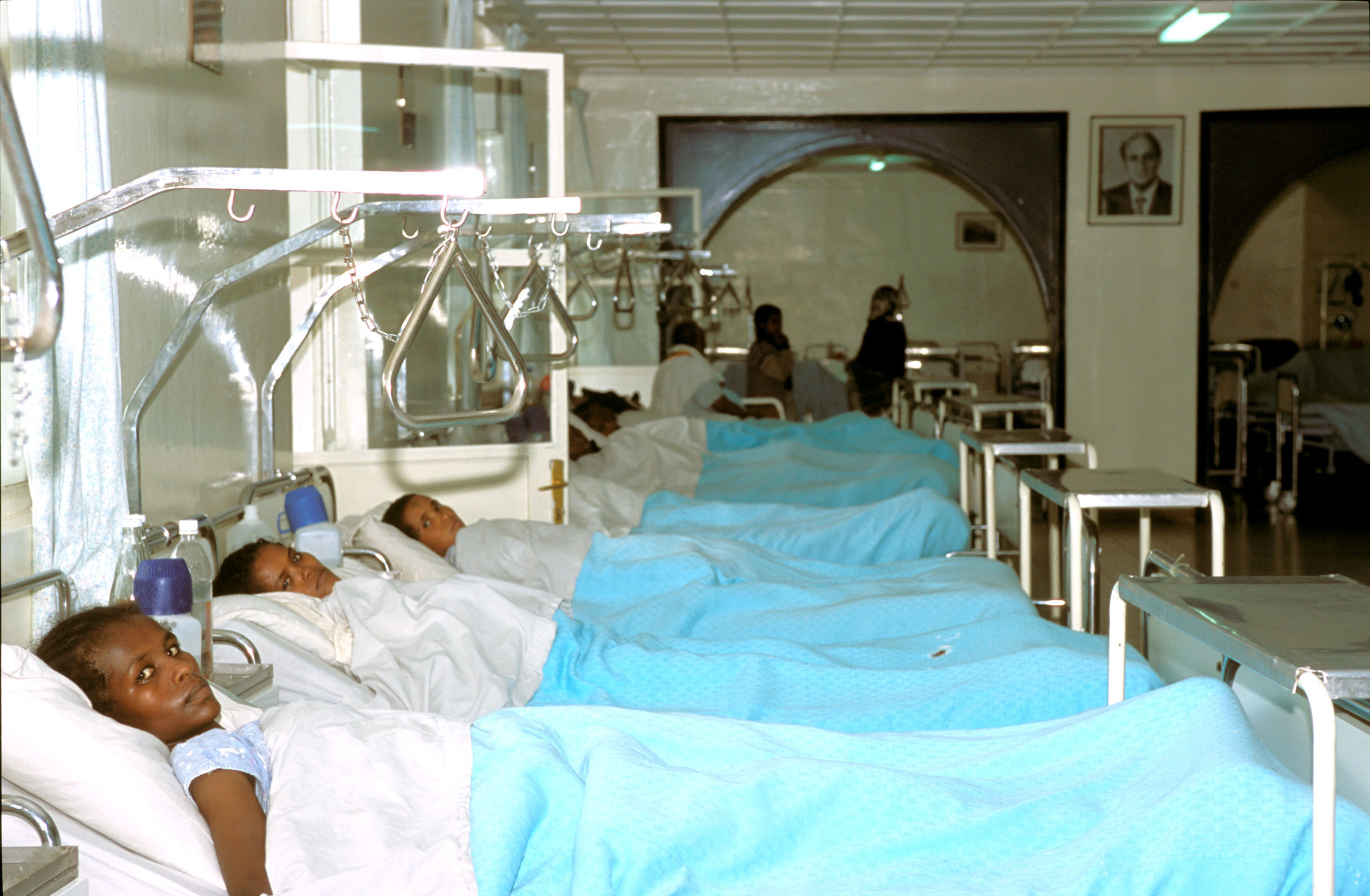
Mulheres num hospital de tratamento de fístula, na Etiópia

Dos eventos quase fatais, as fístulas obstétricas (FO), incluindo as fístulas vesicovaginais e retovaginais, permanecem uma das mais sérias e trágicas. Embora a cirurgia correctiva seja possível, muitas vezes não está disponível e a FO é considerada completamente evitável. Se reparada, as gravidezes subsequentes exigirão cesariana. Embora incomum em países desenvolvidos, estima-se que até 100.000 casos ocorram todos os anos no mundo, e que cerca de 2 milhões de mulheres vivem actualmente com essa condição, com a maior incidência ocorrendo na África e em partes da Ásia. A fístula obstétrica resulta de trabalho de parto distócico prolongado sem intervenção, quando a pressão contínua do feto no canal restringe o fornecimento de sangue aos tecidos circundantes, com eventual morte fetal, necrose e expulsão. Os órgãos pélvicos danificados desenvolvem então uma conexão (fístula) permitindo que a urina ou fezes, ou ambos, sejam descarregados pela vagina com incontinência urinária e fecal associada, estenose vaginal, danos nos nervos e infertilidade. Graves consequências sociais e mentais também podem ocorrer. Além da falta de acesso a cuidados, as causas incluem idade jovem e desnutrição. O Fundo de População das Nações Unidas fez da prevenção da FO uma prioridade e é a agência líder na Campanha para Acabar com a Fístula, que emite relatórios anuais, e as Nações Unidas ainda marcam o dia 23 de Maio como o Dia Internacional pelo Fim da Fístula Obstétrica todos os anos. A prevenção inclui desencorajar a gravidez na adolescência e o casamento infantil, nutrição adequada e acesso a cuidados especializados, incluindo cesariana.

### Saúde sexual

#### Contracepção

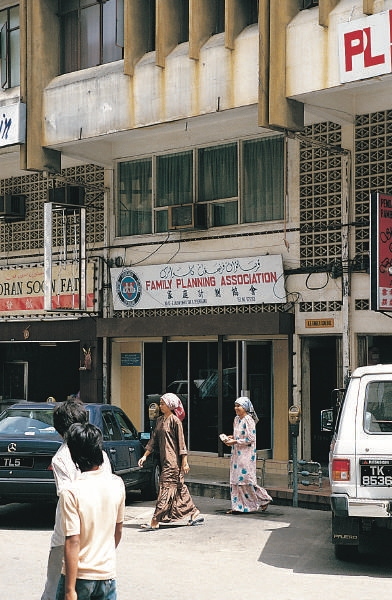
Associação de Planeamento Familiar: Kuala Terengganu, Malásia

A capacidade de determinar se e quando engravidar é vital para a autonomia e bem-estar de uma mulher, e a contracepção pode proteger meninas e mulheres jovens dos riscos da gravidez precoce e mulheres mais velhas dos riscos de gravidez indesejada. O acesso adequado à contracepção pode limitar a gravidez múltipla, reduzir a necessidade de abortos potencialmente inseguros e reduzir a mortalidade e morbidade materna e infantil. Algumas formas de contracepção de barreira, como preservativos, também reduzem o risco de doenças sexualmente transmissíveis e de infecção por VIH. O acesso à contracepção permite que as mulheres façam escolhas informadas sobre a sua saúde reprodutiva e sexual, aumenta o empoderamento e melhora as escolhas na educação, carreira e participação na vida pública. A nível social, o acesso à contracepção é um factor chave no controlo do crescimento populacional, com impacto resultante na economia, no meio ambiente e no desenvolvimento regional. Consequentemente, as Nações Unidas consideram o acesso à contracepção um direito humano que é fundamental para a igualdade de género e para o empoderamento das mulheres, salvando vidas e reduzindo a pobreza; a par, o controlo da natalidade foi considerado entre as 10 grandes conquistas da saúde pública do século 20.
Para optimizar o controle das mulheres sobre a gravidez, é essencial que os conselhos e meios contraceptivos culturalmente apropriados estejam disponíveis de maneira ampla, fácil e económica para qualquer pessoa sexualmente activa, incluindo adolescentes. Em muitas partes do mundo, o acesso aos serviços de contracepção e planeamento familiar é muito difícil ou inexistente e, mesmo em países desenvolvidos, as tradições culturais e religiosas podem criar barreiras ao acesso. O uso relatado de contraceptivos adequados por mulheres aumentou apenas ligeiramente entre 1990 e 2014, com considerável variabilidade regional. Embora o uso global esteja em torno de 55%, pode ser tão baixo quanto 25% em África. Em todo o mundo, 222 milhões de mulheres não têm ou têm acesso limitado à contracepção. É necessário algum cuidado na interpretação dos dados disponíveis, uma vez que a prevalência de contraceptivos é muitas vezes definida como "a percentagem de mulheres que actualmente usam qualquer método de contracepção entre todas as mulheres em idade reprodutiva (ou seja, aquelas com idade entre 15 e 49 anos, a menos que indicado de outra forma) que são casadas ou em união. O grupo “em união” inclui mulheres que vivem com seu parceiro na mesma casa e que não são casadas de acordo com as leis ou costumes de casamento de um país." Esta definição é mais adequada para o conceito mais restritivo de planeamento familiar, mas omite as necessidades contraceptivas de todas as outras mulheres e meninas que são ou têm probabilidade de ser sexualmente activas, estão em risco de gravidez e não são casadas ou não estão "em união".
Três alvos relacionados com o ODM5 foram a taxa de natalidade de adolescentes, prevalência de contraceptivos e necessidade não atendida de planeamento familiar (onde prevalência + necessidade não atendida = necessidade total), monitorizados pela Divisão de População do Departamento de Assuntos Económicos e Sociais da ONU. O uso de contraceptivos fazia parte do Objectivo 5B (acesso universal à saúde reprodutiva), conforme o Indicador 5.3. A avaliação do ODM5 em 2015 mostrou que o uso entre casais aumentou em todo o mundo de 55% para 64%, com um dos maiores aumentos na África Subsariana (13 a 28%). O corolário, necessidade não atendida, diminuiu ligeiramente em todo o mundo (15 a 12%). Em 2015, essas metas passaram a fazer parte do ODS5 (igualdade de género e empoderamento) sob a Meta 5.6: Garantir o acesso universal à saúde sexual e reprodutiva e aos direitos reprodutivos, onde o Indicador 5.6.1 é a proporção de mulheres com idades entre 15-49 anos que fazem as suas próprias decisões informadas sobre relações sexuais, uso de contraceptivos e cuidados de saúde reprodutiva (p. 31).
Continuam a existir barreiras significativas no acesso à contracepção para muitas mulheres em regiões em desenvolvimento e desenvolvidas. Isso inclui barreiras legislativas, administrativas, culturais, religiosas e económicas, além daquelas relacionadas com o acesso e à qualidade dos serviços de saúde. Grande parte da atenção focou-se na prevenção da gravidez na adolescência. O Overseas Development Institute (ODI) identificou uma série de barreiras principais, tanto do lado da oferta quanto da demanda, incluindo valores sócio-culturais, pressão de membros da família e barreiras cognitivas (falta de conhecimento), que precisam de ser resolvidas. Mesmo em regiões desenvolvidas muitas mulheres, particularmente aquelas em desvantagem, podem enfrentar dificuldades substanciais de acesso que podem ser financeiras e geográficas, mas também podem enfrentar discriminação religiosa e política. Muitas mulheres também montaram campanhas contra formas potencialmente perigosas de contracepção, como dispositivos intrauterinos (DIU) defeituosos, particularmente o Escudo Dalkon.

#### Aborto
O aborto é a interrupção intencional da gravidez, em comparação com a interrupção espontânea (aborto espontâneo). O aborto está intimamente ligado à contracepção em termos de controlo e regulamentação das mulheres sobre a sua reprodução, e muitas vezes está sujeito a restrições culturais, religiosas, legislativas e económicas semelhantes. Onde o acesso à contracepção é limitado, as mulheres recorrem ao aborto. Consequentemente, as taxas de aborto podem ser usadas para estimar as necessidades não atendidas de contracepção. No entanto, os procedimentos disponíveis representaram um grande risco para as mulheres ao longo da história, e ainda o fazem no mundo em desenvolvimento, ou onde as restrições legais forçam as mulheres a procurar instalações clandestinas. O acesso ao aborto legal e seguro representa uma carga indevida para os grupos socioeconómicos mais baixos e em jurisdições que criam barreiras significativas.
Globalmente, houve 87 milhões de gestações indesejadas em 2005 sendo que, destas, 46 milhões recorreram ao aborto; das que recorreram, 18 milhões foram consideradas inseguras, resultando em 68.000 mortes. A maioria dessas mortes ocorreu no mundo em desenvolvimento. As Nações Unidas consideram isso evitável através do acesso ao aborto seguro e atenção pós-aborto. Em Portugal o aborto foi legalizado em 2007. Nos anos seguintes, registou-se um aumento do número de abortos, com mais de 20 mil abortos em cada ano. Desde 2012, a tendência deu a volta e o número tem vindo a cair. Em 2017, foram realizadas 15 492 interrupções, com a descida mais pronunciada a acontecer na faixa etária de mulheres entre os 15 e os 19 anos, enquanto a maior subida aconteceu nas mulheres mais velhas, entre os 45 e os 49 anos, com mais 146% de abortos registados.
No Brasil o aborto é ilegal, mas não é punível pela lei em algumas situações. Estas três situações são: preservar a vida ou a saúde de uma mulher; em casos de violação; e se o feto for anencefálico. Por causa da proibição do aborto no Brasil, há a presença de clínicas clandestinas que realizam o procedimento. Elas geralmente encontram-se em situação precária e não têm médicos e outros profissionais de saúde habilitados a fazerem um procedimento seguro. Há divergências com várias outras fontes não governamentais quanto ao número real de procedimentos ilegais realizados. A estimativa do Instituto Guttmacher sobre abortos ilegais é a mais usada nas últimas décadas no Brasil, é feita pela chamada metodologia AGI e projeta cerca de 800.000 abortos clandestinos por ano. Outra pesquisa amplamente citada é a Pesquisa Nacional do Aborto 2016 (PNA 2016), coordenada pela ativista pró-escolha e investigadora Débora Diniz. No PNA de 2016, estima-se que 503.000 abortos clandestinos por ano para o Brasil. Uma das críticas mostra que uma das referências metodológicas do PNA 2016, admite que pode ter sido inserida, na estimativa dos abortos do PNA 2016, abortos espontâneos juntamente com abortos clandestinos e isso pode inflacionar a estimativa. Outra pesquisa académica publicada numa revista internacional sobre o aborto traz dados ainda mais discrepantes, indicando que haveria apenas 48.000 abortos clandestinos por ano no Brasil. No debate académico, a controvérsia mantém-se e a polarização do debate mantém-se, com grandes discrepâncias entre cada estimativa. Em 2017, um obstetra disse, como consta de um relatório de debate no Senado, que o número de abortos ilegais no Brasil não ultrapassaria os 100.000 casos por ano. No mesmo debate, estes dados foram contrariados por outro médico, que citou os dados da investigação do Instituto Guttmacher, falando de cerca de 800.000 abortos.
Enquanto as taxas de aborto têm decaído nos países desenvolvidos, o mesmo não acontece nos países em desenvolvimento. Entre 2010–2014, houve 35 abortos por 1000 mulheres com idades entre 15–44, um total de 56 milhões de abortos por ano. As Nações Unidas prepararam recomendações para que os profissionais de saúde forneçam possibilidades de realização de abortos e cuidados pós-aborto mais acessíveis e seguros. Uma parte inerente da atenção pós-aborto envolve o fornecimento de anti-contraceptivos adequados.

#### Infecções sexualmente transmissíveis
Questões importantes de saúde sexual para mulheres incluem infecções sexualmente transmissíveis (ISTs) e mutilação genital feminina (MGF). As IST são uma prioridade de saúde global porque têm sérias consequências para mulheres e bebés. A transmissão de ISTs de mãe para filho pode resultar em morte fetal, morte neonatal, baixo peso à nascença e parto pré-termo, sepse, pneumonia, conjuntivite neonatal e deformidades congénitas. A sífilis na gravidez resulta em mais de 300 000 mortes fetais e neonatais por ano e em 215 000 crianças com um risco acrescido de morte por prematuridade, baixo peso à nascença ou doenças congénitas.
Doenças como a clamídia e a gonorreia também são causas importantes de doença inflamatória pélvica (DIP) e infertilidade subsequente. Outra consequência importante de algumas ISTs, como herpes genital e sífilis, é o aumento em três vezes do risco de contrair o VIH e também pode influenciar a progressão da transmissão. Em todo o mundo, as mulheres e as meninas correm um maior risco de VIH. As ISTs, por sua vez, estão associadas à actividade sexual insegura que muitas vezes não é consensual.

#### Mutilação genital feminina
A mutilação genital feminina (MGF) é definida pela Organização Mundial da Saúde (OMS) como "todos os procedimentos que envolvem a remoção parcial ou total da genitália feminina externa ou outras lesões nos órgãos genitais femininos por motivos não médicos". Algumas vezes é chamada de circuncisão feminina, embora esse termo seja enganoso porque implica que é análogo à circuncisão do prepúcio do pénis. Consequentemente, o termo mutilação foi adoptado para enfatizar a gravidade do ato e o seu lugar como uma violação dos direitos humanos das mulheres. Posteriormente, o termo corte foi avançado para evitar ofender a sensibilidade cultural que interferiria no diálogo para a mudança. Para reconhecer esses pontos de vista, algumas agências usam o mutilação/corte genital feminino composto (MGF/C).
Este problema afectou mais de 200 milhões de mulheres e meninas que estão vivas actualmente. A prática está concentrada em cerca de 30 países da África, Médio Oriente e Ásia. A MGF afecta muitas religiões, nacionalidades e classes socioeconómicas e é altamente controverso. Os principais argumentos apresentados para justificar a MGF são higiene, fertilidade, preservação da castidade, um importante rito de passagem, possibilidade de casamento e maior prazer sexual dos parceiros masculinos. A quantidade de tecido removido varia consideravelmente, levando a OMS e outros organismos a classificara a MGF em quatro tipos. Estes variam desde a remoção parcial ou total do clitóris com ou sem o prepúcio (clitoridectomia) no Tipo I, à remoção adicional dos pequenos lábios, com ou sem excisão dos grandes lábios (Tipo II) ao estreitamento do orifício vaginal (introitus) com a criação de um selo de cobertura por sutura do tecido labial remanescente sobre a uretra e introitus, com ou sem excisão do clitóris (infibulação). Nesse tipo, uma pequena abertura é criada para permitir que a urina e o sangue menstrual sejam liberados. O tipo 4 envolve todos os outros procedimentos, geralmente alterações relativamente pequenas, como o piercing.
Embora defendido por aquelas culturas nas quais constitui uma tradição, a MGF é contestada por muitas organizações médicas e culturais sob o argumento de que é desnecessária e prejudicial. Os efeitos a curto prazo para a saúde podem incluir hemorragia, infecção, sepse e até mesmo resultar em morte, enquanto os efeitos a longo prazo incluem dispareunia, dismenorreia, vaginite e infecção do trato urinário. Além disso, a MGF causa complicações durante a gravidez, o trabalho de parto e o parto. A reversão (desfibulação) por pessoal qualificado pode ser necessária para abrir o tecido cicatrizado. Entre aqueles que se opõem à prática estão grupos de base locais e organizações nacionais e internacionais, incluindo a OMS, UNICEF, UNFPA e Amnistia Internacional. Esforços legislativos para banir a MGF raramente tiveram sucesso e a abordagem preferida é a educação, a capacitação e o fornecimento de informações sobre os efeitos adversos à saúde, bem como os aspectos dos direitos humanos.
Apesar de estar a haver progresso, as meninas de 14 anos ou menos representam 44 milhões das que foram mutiladas e, em algumas regiões, 50% de todas as meninas com 11 anos ou menos foram mutiladas. A extinção da MGF foi considerada uma das metas necessárias para atingir as metas dos Objectivos de Desenvolvimento do Milénio, enquanto as Nações Unidas declararam que acabar com a MGF é uma meta dos Objectivos de Desenvolvimento Sustentável; o dia 6 de fevereiro é também conhecido como o Dia Internacional do Tolerância Zero para a Mutilação Genital Feminina, concentrando-se em 17 países africanos e nas 5 milhões de meninas entre 15 e 19 anos que, de outra forma, seriam mutiladas até 2030.

### Infertilidade
Nos Estados Unidos, a infertilidade afecta 1,5 milhões de casais. Em Portugal, este problema afecta 15% dos casais em idade reprodutiva. Muitos casais procuram tecnologia de reprodução assistida (TRA) devido a infertilidade. Já no Brasil, segundo a Organização Mundial da Saúde (OMS), o problema afeta 278.000 casais, representando 15% do total. Um casal com uma vida sexual ativa, que não usa métodos contraceptivos, tem uma hipótese em cinco de conceber todos os meses, o que representa 20%. Significa que oito em cada 10 casais terão um filho dentro de um ano. Os restantes 20% dos casais têm algum tipo de dificuldade em engravidar naturalmente e 10% terão de recorrer a tratamentos de reprodução assistida.
Nos EUA, em 2010, foram realizados 147.260 procedimentos de fertilização in vitro (FIV), resultando em 47.090 nascimentos vivos. Em 2013, esses números aumentaram para 160.521 e 53.252. No entanto, cerca de metade das gestações de fertilização in vitro resultam em partos múltiplos, que por sua vez estão associados a um aumento na morbidade e mortalidade da mãe e do bebé. As causas incluem aumento da pressão arterial materna, nascimento prematuro e baixo peso ao nascer. Além disso, cada vez mais mulheres esperam cada vez mais tempo para engravidar e para ter acesso ao TRA. Do outro lado do Atlântico, em Portugal, cerca de 3% do número total de nascimentos ocorridos acontece graças à procriação medicamente assistida.

### Casamento infantil

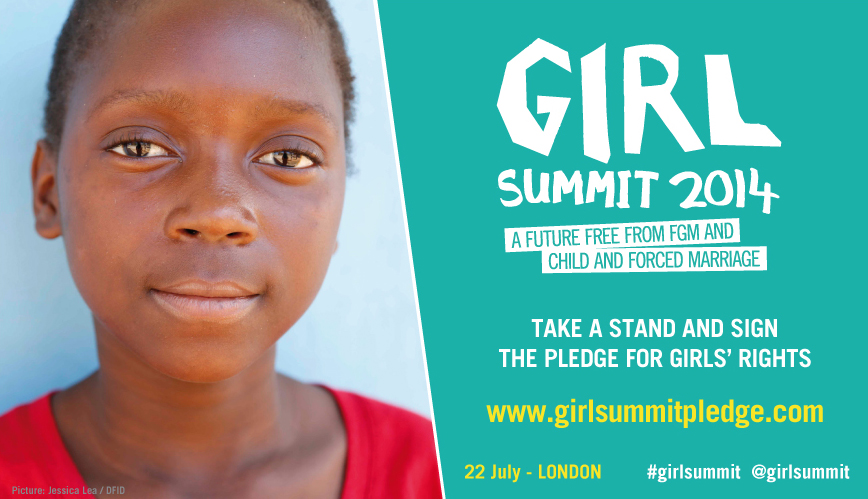
Poster abordando o London Girl Summit 2014 sobre a MGF e o casamento infantil

O casamento infantil (incluindo união ou coabitação) é definido como o casamento com menos de dezoito anos e é um costume antigo. Em 2010, estimava-se que 67 milhões de mulheres, então na casa dos vinte anos, se casaram antes dos dezoito anos, e que 150 milhões passariam por isto na próxima década, o equivalente a 15 milhões por ano. Este número aumentou para 70 milhões em 2012. Nos países em desenvolvimento, um terço das meninas são casadas menores de idade e 1:9 antes dos 15 anos. Em Portugal, durante o ano de 2018, foram registados 113 casamentos infantis, um número que em quatro anos duplicou. Em 2019, a UNICEF Portugal declarou que, globalmente, uma em cada cinco mulheres casaram antes de completarem o seu 18º aniversário. A prática é mais comum no Sul da Ásia (48% das mulheres), África (42%) e América Latina e Caribe (29%). A prevalência mais alta é na África Ocidental e Subsariana. A percentagem de meninas casadas antes dos 18 anos chega a 75% em países como o Níger (Nour, Tabela I). A maioria dos casamentos infantis envolve meninas. Por exemplo, no Mali, a proporção de meninas para meninos é de 72:1, enquanto em países como os Estados Unidos a proporção é de 8:1. O casamento pode ocorrer logo no nascimento, com a menina sendo enviada para a casa do marido já aos sete anos. Em Portugal, a idade mínima para contrair casamento é 16 anos, mediante uma autorização dos progenitores ou tutores. Na União Europeia, ainda há quatro países que permitem o casamento antes dos 18 anos.
O Brasil, por outro lado, é o quarto país do mundo com maior número de casos, e o primeiro na América Latina, segundo um inquérito do Banco Mundial divulgado em 2015. Esta realidade afeta mais de 554.000 mulheres com idades compreendidas entre os 10 e os 17 anos no Brasil – mais de 65.000 delas com idades compreendidas entre os 10 e os 14 anos, segundo um estudo do Banco Mundial. Em 2019, porém, o Congresso Nacional deu um pequeno passo para mudar esta realidade. O Senado Federal aprovou uma lei que altera o Código Civil para não permitir, em nenhuma circunstância, o casamento de menores de 16 anos. É importante lembrar que mesmo que a legislação brasileira autorize o casamento entre indivíduos com idade igual ou superior a 16 anos, mas que ainda não atingiram a idade da maioria, é necessária autorização dos pais ou Justiça para a conclusão do ato.
Existem vários factores culturais que reforçam esta prática. Eles incluem o futuro financeiro da criança, o seu dote, laços sociais e status social, prevenção de sexo antes do casamento, gravidez extraconjugal e DSTs. Os argumentos contrários incluem a interrupção da educação e a perda de perspectivas de emprego e, portanto, do status económico, bem como a perda da infância normal e do seu amadurecimento emocional e isolamento social. O casamento infantil coloca a jovem num relacionamento em que ela está num grande desequilíbrio de poder e perpetua a desigualdade de género, o que contribuiu para a prática em primeiro lugar. Também no caso de menores, existem as questões de direitos humanos, actividade sexual não consensual e casamento forçado; um relatório conjunto de 2016 da OMS e da União Interparlamentar coloca os dois conceitos juntos como Casamento Antecipado e Forçado da Criança (CEFM), assim como o Girl Summit de 2014. Além disso, as gravidezes prováveis numa idade jovem estão associadas a maiores riscos médicos para a mãe e o filho, gravidezes múltiplas e menos acesso a cuidados, estando a gravidez entre as principais causas de morte de meninas entre os 15 e 19 anos. Meninas menores de idade casadas também têm maior probabilidade de serem vítimas de violência doméstica.
Tem havido um esforço internacional para reduzir esta prática e, em muitos países, dezoito anos é a idade legal para o casamento. As organizações com campanhas para acabar com o casamento infantil incluem as Nações Unidas e as suas agências, como o Escritório do Alto Comissariado para os Direitos Humanos, UNFPA, UNICEF e a OMS. Como muitas questões globais que afectam a saúde das mulheres, a pobreza e a desigualdade de género são as causas profundas, e qualquer campanha para mudar as atitudes culturais deve abordá-las. O casamento infantil é o assunto de convenções e acordos internacionais como a Convenção sobre a Eliminação de Todas as Formas de Discriminação contra a Mulher (CEDAW, 1979) (artigo 16) e a Declaração Universal dos Direitos Humanos, e em 2014 uma cimeira (Girl Summit) co-organizada pela UNICEF e o Reino Unido foi realizada em Londres para abordar esta questão juntamente com MGF/C. Mais tarde naquele mesmo ano, a Assembleia Geral das Nações Unidas aprovou uma resolução que, inter alia,
| “ | Insta todos os Estados a promulgar, fazer cumprir e apoiar as leis e políticas destinadas a prevenir e acabar com o casamento precoce, forçado e infantil e proteger aqueles em risco, e garantir que o casamento seja celebrado apenas com o consentimento informado, livre e total dos futuros cônjuges | ” |
|   | — ONU , 5 de setembro de 2014. |   |

Entre as organizações não governamentais (ONGs) que trabalham para acabar com o casamento infantil contam-se a Girls not Brides, Young Women's Christian Association (YWCA), o Centro Internacional de Pesquisa sobre Mulheres (ICRW) e Human Rights Watch (HRW). Embora não esteja explicitamente incluído nos Objectivos de Desenvolvimento do Milénio originais, uma pressão considerável foi aplicada para incluir o fim do casamento infantil nos Objectivos de Desenvolvimento Sustentável sucessores, adoptados em setembro de 2015, onde terminar esta prática até 2030 é uma meta do ODS 5 Igualdade de Género. Embora haja algum progresso na redução do casamento infantil, especialmente para meninas com menos de 15 anos, as perspectivas são assustadoras. O indicador para esta alegação será a percentagem de mulheres com idade entre 20 e 24 anos que se casaram ou estiveram em união antes dos dezoito anos. Os esforços para acabar com o casamento infantil incluem legislação e garantia de aplicação da mesma, juntamente com o empoderamento de mulheres e meninas. 

### Ciclo menstrual
Os ciclos menstruais das mulheres, o ciclo aproximadamente mensal de mudanças no sistema reprodutivo, podem representar desafios significativos para as mulheres nos seus anos reprodutivos (do início da adolescência até cerca dos 50 anos de idade). Estes incluem as alterações fisiológicas que podem afectar a saúde física e mental, sintomas de ovulação e descamação regular do revestimento interno do útero (endométrio) acompanhada por sangramento vaginal (menstruação). O início da menstruação pode ser alarmante para meninas não preparadas para o acontecimento e ser confundida com uma doença. A menstruação pode representar uma carga indevida para as mulheres em termos da sua capacidade de participar em actividades e acesso a produtos para a menstruação, como absorventes internos (tampões) e absorventes externos. Isto atinge particularmente os grupos socioeconómicos mais pobres, onde pode representar um fardo financeiro, e nos países em desenvolvimento, onde a menstruação pode ser um obstáculo à educação de uma menina.
Igualmente desafiador para as mulheres são as mudanças fisiológicas e emocionais associadas à cessação da menstruação (menopausa). Embora normalmente ocorra gradualmente no final da quinta década de vida, marcada por sangramento irregular, a cessação da ovulação e menstruação é acompanhada por mudanças marcantes na actividade hormonal, tanto pelo próprio ovário (estrogénio e progesterona) quanto pela glândula pituitária (hormona folículo-estimulante ou FSH e hormona luteinizante ou LH). Essas alterações hormonais podem estar associadas a sensações sistémicas, como ondas de calor, e alterações locais no trato reprodutivo, como redução das secreções vaginais e lubrificação. Embora a menopausa possa trazer alívio dos sintomas da menstruação e do medo da gravidez, ela também pode ser acompanhada por mudanças emocionais e psicológicas associadas ao simbolismo da perda de fertilidade, um lembrete do envelhecimento e possível perda de desejo. Embora a menopausa geralmente ocorra naturalmente como um processo fisiológico, ela pode ocorrer mais cedo (menopausa prematura) como resultado de uma doença ou de intervenção médica ou cirúrgica. Quando a menopausa ocorre prematuramente, as consequências adversas podem ser mais graves.

### Outros problemas
Outras questões de saúde reprodutiva e sexual incluem educação sexual, puberdade, sexualidade e função sexual. As mulheres também enfrentam uma série de problemas relacionados à saúde dos seus seios e do trato genital, que se enquadram no âmbito da ginecologia.

## Saúde não reprodutiva
Mulheres e homens têm experiências diferentes das mesmas doenças, especialmente doenças cardiovasculares, cancro, depressão e demência, e são mais propensas a infecções do trato urinário do que os homens.

### Doença cardiovascular
A doença cardiovascular é a principal causa de morte (30%) entre as mulheres nos Estados Unidos, e a principal causa de doença crónica entre elas, afectando quase 40% (Gronowski e Schindler, Tabelas I e IV). Segundo a Fundação Portuguesa de Cardiologia, as doenças cardiovasculares fazem em Portugal, anualmente, mais de 20 mil vítimas entre as mulheres. No Brasil, as doenças cardiovasculares representam as principais causas de morte. De acordo com o Ministério da Saúde, cerca de 300 mil indivíduos por ano sofrem de enfarte agudo do miocárdio (AMI), com morte em 30% destes casos. Estima-se que até 2040 haverá um aumento de até 250% destes eventos no país. Entre as mulheres, as doenças cardiovasculares são responsáveis por 30% das mortes, ultrapassando o número de cancros ginecológicos, como os cancros da mama e do ovário.
O início de doenças cardiovasculares ocorre mais tarde nas mulheres do que nos homens. Por exemplo, a incidência de AVC em mulheres com menos de 80 anos é menor do que nos homens, mas maior naquelas com mais de 80 anos. De modo geral, o risco de AVC ao longo da vida nas mulheres é superior ao dos homens. O risco de doenças cardiovasculares entre pessoas com diabetes e fumadores também é maior em mulheres do que em homens. Muitos aspectos da doença cardiovascular variam entre mulheres e homens, incluindo factores de risco, prevalência, fisiologia, sintomas, resposta à intervenção e resultado.

### Cancro
Mulheres e homens têm um risco aproximadamente semelhante de morrer de cancro, que é responsável por cerca de um quarto de todas as mortes e é a segunda principal causa de morte. No entanto, a incidência relativa de diferentes tipos de cancro varia entre mulheres e homens. Nos Estados Unidos, os três tipos mais comuns de cancro em mulheres em 2012 foram cancro do pulmão, mama e colorretal. Além disso, outros cancros importantes em mulheres, em ordem de importância, são ovariano, uterino (incluindo cancro endometrial e cervical (Gronowski e Schindler, Tabela III). Números semelhantes foram relatados em 2016. Enquanto as taxas de mortalidade aumentaram rapidamente durante o século XX, o aumento foi menor e mais tarde nas mulheres devido às diferenças nas taxas de tabagismo. Mais recentemente, as taxas de mortalidade por cancro começaram a diminuir à medida que o uso do tabaco se tornou menos comum. Entre 1991 e 2012, a taxa de mortalidade nas mulheres diminuiu 19% (menos do que nos homens). No início do século XX, a morte por cancro uterino (corpo uterino e colo do útero) era a principal causa de morte por cancro em mulheres, que apresentavam uma mortalidade por cancro mais alta do que os homens. Mais tarde, as mortes por cancro uterino diminuíram, principalmente devido às taxas de mortalidade mais baixas por cancro do colo do útero após a disponibilidade do teste de triagem Papanicolau (Pap). Isso resultou numa redução geral das mortes por cancro em mulheres entre as décadas de 1940 e 1970, quando as taxas crescentes de cancro de pulmão levaram a um aumento geral. Na década de 1950, o declínio do cancro uterino deixou o cancro de mama como a principal causa de morte por cancro, até que foi superado pelo cancro de pulmão na década de 1980. Todos os três cancros (pulmão, mama, útero) estão agora a diminuir nas taxas de mortalidade por cancro (Siegel et al. Figura 8), mas mais mulheres morrem de cancro de pulmão a cada ano do que de mama, ovário e uterino combinados. No geral, cerca de 20% das pessoas com cancro de pulmão nunca fumaram, mas entre as mulheres não fumadoras o risco de desenvolver cancro de pulmão é três vezes maior do que entre os homens que nunca fumaram.
Além da mortalidade, o cancro é uma causa de mortalidade considerável em mulheres. As mulheres têm uma probabilidade menor de serem diagnosticadas com cancro ao longo da vida (38% vs 45% para os homens), mas são mais propensas a serem diagnosticadas com cancro numa idade mais precoce.

### Cancro da mama
O cancro da mama é o segundo tipo de cancro mais comum no mundo e o mais comum entre as mulheres. Também está entre as dez doenças crónicas mais comuns em mulheres e contribui substancialmente para a perda de qualidade de vida (Gronowski e Schindler, Tabela IV). Globalmente, é responsável por 25% de todos os cancros. Em 2016, o cancro da mama é o cancro mais comum diagnosticado entre mulheres em países desenvolvidos e em desenvolvimento, respondendo por quase 30% de todos os casos, e mundialmente é responsável por um milhão e meio de casos e mais de meio milhão de mortes, sendo a quinta causa de morte mais comum por cancro em geral e a segunda em regiões desenvolvidas. A variação geográfica na incidência é o oposto do cancro do colo do útero, sendo mais alta na América do Norte e mais baixa na África Oriental e Central, mas as taxas de mortalidade são relativamente constantes, resultando numa grande variação na mortalidade de casos, variando de 25% em regiões desenvolvidas a 37% nas regiões em desenvolvimento e 62% das mortes a ocorrer nos países em desenvolvimento. Segundo a Direcção-Geral de Saúde, o cancro da cama é a segunda causa de morte no género feminino em Portugal, sendo que a probabilidade indica que uma em oito mulheres tem esta doença. Contudo, as mulheres portuguesas têm uma das maiores taxas de sobrevivência ao cancro da mama, cerca de 85% aos cinco anos. No Brasil, o cancro de mama é o tipo de cancro mais comum entre as mulheres, seguido pelos cancros do colo do útero, cólon e reto, pulmão e estômago. Apesar de não ser o cancro com maior mortalidade, o cancro da mama é uma das causas mais comuns de mortes por cancro em mulheres devido à grande quantidade de casos. Em 2003, São Paulo teve a maior quantidade de novos casos diagnosticados, com 94 por cada 100 000 habitantes, seguida pelo Distrito Federal com 86,1/100 000 e Porto Alegre com 66,5/100 000. Um dos motivos possíveis para esse elevado número de casos nas capitais é o elevado consumo de álcool e tabaco e a maior exposição a estimulantes hormonais femininos e a pesticidas nos alimentos.

### Cancro do colo do útero
Globalmente, o cancro do colo do útero é o quarto tipo de cancro mais comum entre as mulheres, particularmente aquelas de nível socioeconómico mais baixo. As mulheres neste grupo têm acesso reduzido aos cuidados de saúde, altas taxas de casamento infantil e forçado, paridade, poligamia e exposição a DSTs através de múltiplos contactos sexuais de parceiros masculinos. Todos esses factores as colocam em maior risco. Nos países em desenvolvimento, o cancro do colo do útero é responsável por 12% dos casos de cancro entre as mulheres e é a segunda principal causa de morte, onde cerca de 85% da carga global de mais de 500.000 casos e 250.000 mortes por esta doença ocorreram em 2012. A maior incidência ocorre na África Oriental, onde, juntamente com a África Central, o cancro do colo do útero é o cancro mais comum em mulheres. A taxa de letalidade de 52% também é maior nos países em desenvolvimento do que nos desenvolvidos (43%), e a taxa de mortalidade varia 18 vezes entre as regiões do mundo.
O cancro do colo do útero está associado ao vírus do papiloma humano (VPH), que também tem estado implicado em cancros da vulva, vagina, ânus e orofaringe. Quase 300 milhões de mulheres em todo o mundo foram infectadas com VPH, uma das infecções sexualmente transmissíveis mais comuns, e 5% dos 13 milhões de novos casos de cancro no mundo foram atribuídos ao VPH. Em Portugal, estima-se que todos os anos mil mulheres sejam diagnosticadas com cancro do colo do útero. No Brasil, com exceção do cancro da pele não-melanoma, o cancro do colo do útero é o terceiro tumor maligno mais frequente na população feminina (por trás do cancro da mama e colorretal), e a quarta causa de morte das mulheres por cancro no país, com um total de 6.526 mortes em 2018. Em 2020, estimou-se que houve 16.590 novos casos de cancro do colo do útero no Brasil.
Em países desenvolvidos, o rastreio do cancro do colo do útero com o teste de Papanicolau identificou alterações pré-cancerosas no colo do útero, pelo menos nas mulheres com acesso a cuidados de saúde. Além disso, um programa de vacina contra o VPH está disponível em 45 países. Os programas de rastreio e prevenção têm disponibilidade limitada nos países em desenvolvimento, embora programas baratos de baixa tecnologia estejam a ser desenvolvidos, mas o acesso ao tratamento também é limitado. Se aplicada globalmente, a vacinação contra o VPH com cobertura de 70% poderia salvar a vida de 4 milhões de mulheres com cancro do colo do útero, uma vez que a maioria dos casos ocorre em países em desenvolvimento.

### Cancro do ovário
Em contraste, o cancro do ovário, a principal causa de mortes por cancro de órgãos reprodutivos e a quinta causa mais comum de mortes por cancro em mulheres nos Estados Unidos, carece de um programa de rastreio eficaz e é predominantemente uma doença de mulheres em países industrializados. Por ser amplamente assintomático nos estágios iniciais, mais de 50% das mulheres têm cancro em estágio III ou superior (disseminação além dos ovários) no momento em que são diagnosticadas, com um consequente prognóstico negativo. Em 2018 surgiram, em Portugal, 574 novos casos de cancro do ovário, e no mesmo ano verificaram-se 412 mortes devido a esta doença. Também em 2018, verificaram-se 3.984 mortes por cancro de ovário no Brasil.

### Saúde Mental
Quase 25% das mulheres terão problemas de saúde mental ao longo da vida. As mulheres correm maior risco do que os homens de apresentar ansiedade, depressão e queixas psicossomáticas. Globalmente, a depressão constitui a principal carga de doenças. Nos Estados Unidos, as mulheres têm depressão duas vezes mais que os homens. Os custos económicos da depressão em mulheres americanas são estimados em 20 biliões de dólares a cada ano. Os riscos de depressão em mulheres têm sido associados a mudanças no ambiente hormonal que as mulheres experimentam, incluindo puberdade, menstruação, gravidez, parto e menopausa. As mulheres também metabolizam medicamentos usados para tratar a depressão de forma diferente dos homens. As taxas de suicídio são menores em mulheres do que em homens (<1% vs. 2,4%), mas são a principal causa de morte em mulheres com menos de 60 anos. No Reino Unido, a Women's Mental Health Taskforce foi formada com o objectivo de abordar diferenças nas experiências e necessidades de saúde mental entre mulheres e homens.

### Demência
A prevalência da doença de Alzheimer nos Estados Unidos é estimada em 5,1 milhões e, destes, dois terços são mulheres. A nível global, as mulheres constituem entre dois terços e três quartos das pessoas com demência. O risco de demência duplica a cada 5 anos depois dos 65 anos, sendo a idade o maior fator de risco. Além disso, as mulheres têm muito mais probabilidade de serem as principais cuidadoras de familiares adultos com depressão, de modo a que suportam os riscos e os encargos dessa doença. Parte dessa diferença pode ser devido à esperança de vida, mas a mudança do estado hormonal ao longo da vida também pode desempenhar um papel importante, assim como as diferenças na expressão genética. Há estudos que salientam a influência das alterações hormonais no metabolismo cerebral depois da menopausa, nomeadamente a perda de estrogénio, cujos défices podem levar à demência. Mortes devido à demência são maiores em mulheres do que em homens (4,5% das mortes vs. 2,0%).

### Saúde óssea
A osteoporose ocupa o sexto lugar entre as doenças crónicas das mulheres nos Estados Unidos, com uma prevalência geral de 18%, e uma taxa muito maior envolvendo o fémur, o pescoço ou a coluna lombar entre as mulheres (16%) do que os homens (4%), acima da idade de 50 (Gronowski e Schindler, Tabela IV). A osteoporose é um factor de risco para haver fractura óssea e cerca de 20% dos idosos que sofrem uma fractura do quadril morrem no espaço de um ano. A diferença de género é em grande parte o resultado da redução dos níveis de estrogênio em mulheres após a menopausa. A terapia de reposição hormonal (TRH) demonstrou reduzir esse risco em 25-30%, e foi uma razão comum para prescrevê-la durante as décadas de 1980 e 1990. No entanto, o estudo da Women's Health Initiative (WHI) demonstrou que os riscos da TRH superavam os benefícios o que, desde então, levou a um declínio no uso da TRH.

### Anemia
A anemia é um grande problema de saúde global para as mulheres. As mulheres são mais afectadas que os homens, em que até 30% das mulheres apresentam anemia e, destas, 42% são afectadas durante a gravidez. A anemia está associada a uma série de resultados adversos à saúde, incluindo um resultado negativo na gravidez e na função cognitiva prejudicada (concentração e atenção diminuídas). A principal causa da anemia é a deficiência de ferro. Nos Estados Unidos, a anemia por deficiência de ferro (ADF) em mulheres afecta 37% das mulheres grávidas, mas globalmente a prevalência chega a 80%. A ADF começa na adolescência, com a perda excessiva de sangue menstrual, agravada pela maior demanda de ferro no crescimento e ingestão alimentar abaixo do ideal. Na mulher adulta, a gravidez leva a uma maior depleção de ferro.

### Violência
As mulheres vivenciam violência estrutural e pessoal de maneira diferente dos homens. As Nações Unidas definiram violência contra as mulheres como:
| “ | qualquer ato de violência de género que resulte, ou possa resultar, em dano físico, sexual, mental ou sofrimento às mulheres, incluindo ameaças de tais actos, coerção ou privação arbitrária de liberdade, ocorrendo em público ou em privado. | ” |
|   | — Nações Unidas, Declaração sobre a Eliminação da Violência contra as Mulheres , 1993. |   |

A violência contra as mulheres pode assumir várias formas, incluindo físicas, sexuais, emocionais e psicológicas, e pode ocorrer ao longo da vida. A violência estrutural pode estar embutida na legislação ou na política, ou ser misoginia sistemática por parte de organizações contra grupos de mulheres. Os perpetradores de violência pessoal incluem actores estatais, estranhos, conhecidos, parentes e parceiros íntimos e manifesta-se num espectro de discriminação, através de assédio, agressão sexual, violação e dano físico a assassinato (feminicídio). Também pode incluir práticas culturais, como a mutilação genital feminina.
A violência não fatal contra as mulheres tem graves implicações para a sua saúde física, mental e reprodutiva, e é vista não apenas como eventos isolados, mas como um padrão sistemático de comportamento que não só viola os seus direitos mas também limita o seu papel na sociedade e requer uma abordagem sistemática.
A Organização Mundial da Saúde (OMS) estima que 35% das mulheres no mundo sofreram violência física ou sexual ao longo da vida e que a situação mais comum é a violência pelo parceiro íntimo. 30% das mulheres em relacionamentos relatam tal experiência, e 38% dos assassinatos de mulheres são levados a cabo por parceiros íntimos. Esses números podem chegar a 70% em algumas regiões. Os factores de risco incluem baixo desempenho educacional, experiência de violência por parte dos pais, abuso na infância, desigualdade de género e atitudes culturais que permitem que a violência seja considerada mais aceitável.
A violência foi declarada uma prioridade de saúde global pela OMS na sua assembleia em 1996, com base na Declaração das Nações Unidas sobre a eliminação da violência contra as mulheres (1993) e nas recomendações da Conferência Internacional sobre População e Desenvolvimento (Cairo, 1994) e da Quarta Conferência Mundial sobre a Mulher (Pequim, 1995) Seguiu-se o seu Relatório Mundial sobre Violência e Saúde de 2002, que foca a violência sexual e o parceiro íntimo. Enquanto isso, a ONU as incorporou num plano de acção quando a sua Assembleia Geral aprovou a Declaração do Milénio em setembro de 2000, que resolveu inter alia "combater todas as formas de violência contra as mulheres e implementar a Convenção sobre a Eliminação de Todas as Formas de Discriminação contra Mulheres". Um dos Objectivos do Milénio (ODM 3) é a promoção da igualdade de género e o empoderamento das mulheres, que busca eliminar todas as formas de violência contra as mulheres, bem como implementar a CEDAW. Isto reconheceu que eliminar a violência, incluindo a discriminação, era um pré-requisito para alcançar todas as outras metas de melhoria da saúde das mulheres. No entanto, foi posteriormente criticado por não incluir a violência como um alvo explícito, o "alvo perdido". Na avaliação do ODM 3, a violência permaneceu uma grande barreira para atingir os objectivos. Nos Objectivos de Desenvolvimento Sustentável sucessores, que também listam explicitamente as questões relacionadas à discriminação, casamento infantil e mutilação genital, uma meta é listada como "Eliminar todas as formas de violência contra todas as mulheres e meninas nas esferas do sector público e privado" até 2030.
A ONU Mulheres acredita que a violência contra as mulheres "está enraizada na discriminação com base no género e nas normas sociais e nos estereótipos de género que perpetuam essa violência", e defendem a passagem do apoio às vítimas à prevenção, abordando as causas estruturais e profundas. A ONU Mulheres recomenda programas que começam cedo na vida e são direccionados a ambos os sexos para promover o respeito e a igualdade, uma área muitas vezes esquecida nas políticas públicas. Esta estratégia, que envolve uma ampla mudança educacional e cultural, também envolve a implementação das recomendações da 57ª sessão da Comissão das Nações Unidas sobre o Status das mulheres (2013). Para esse fim, o Dia Internacional das Meninas da ONU de 2014 foi dedicado a acabar com o ciclo de violência. Em 2016, a Assembleia Mundial da Saúde também adoptou um plano de acção para combater a violência contra a mulher, em âmbito global.

## Mulheres na pesquisa sobre saúde

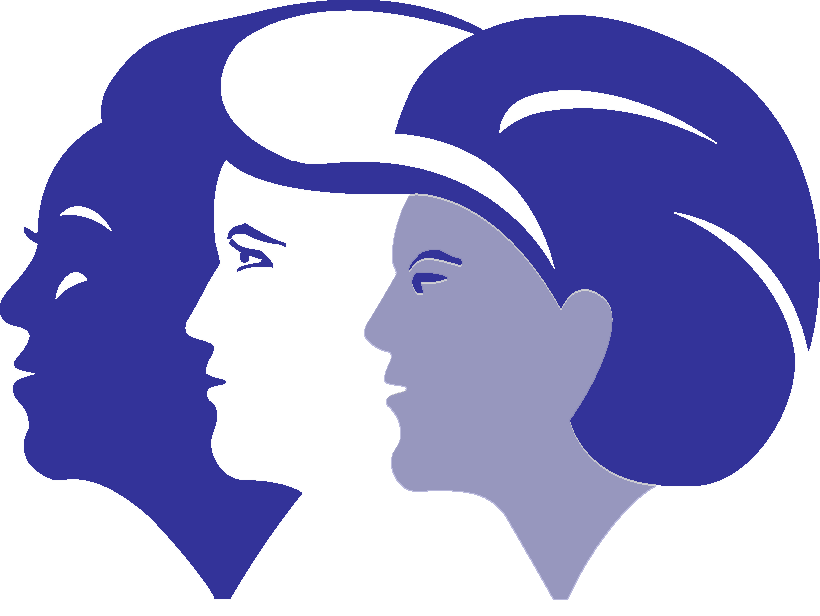
Logótipo da Women's Health Initiative

Mudanças na forma como a ética em pesquisa era visualizada na início dos Julgamentos de Nuremberga (1946), levaram a uma atmosfera de proteccionismo de grupos considerados vulneráveis que muitas vezes era legislada ou regulamentada. Isso resultou na relativa sub-representação das mulheres nos ensaios clínicos. A posição das mulheres na pesquisa foi ainda mais comprometida em 1977, quando em resposta às tragédias resultantes da talidomida e do dietilestilbestrol (DES), a Food and Drug Administration (FDA) dos Estados Unidos proibiu mulheres em idade fértil de participarem em ensaios em estágio clínico inicial. Na prática, essa proibição foi frequentemente aplicada de forma ampla para excluir grande parte das mulheres. Mulheres, pelo menos aquelas em idade fértil, também foram consideradas sujeitos de pesquisa inadequados devido aos seus níveis hormonais flutuantes durante o ciclo menstrual. No entanto, a pesquisa demonstrou diferenças biológicas significativas entre os sexos nas taxas de susceptibilidade, sintomas e resposta ao tratamento em muitas áreas importantes da saúde, incluindo doenças cardíacas e alguns tipos de cancro. Essas exclusões representam uma ameaça à aplicação da medicina baseada em evidências às mulheres e comprometem os cuidados oferecidos a mulheres e homens.
O foco crescente nos direitos das mulheres nos Estados Unidos durante a década de 1980 chamou a atenção para o facto de que muitos medicamentos prescritos para mulheres nunca haviam sido testados em mulheres com potencial para engravidar e que havia uma relativa escassez de pesquisas básicas sobre a saúde das mulheres. Em resposta a isto, os Institutos Nacionais de Saúde (NIH) criaram o Escritório de Pesquisa sobre Saúde das mulheres (ORWH) em 1990 para lidar com essas desigualdades. Em 1993, o National Institutes of Health Revitalization Act reverteu oficialmente a política dos EUA, exigindo que os ensaios clínicos de fase III financiados pelo NIH incluíssem mulheres. Isso resultou num aumento no número de mulheres recrutadas para estudos de pesquisa. A próxima fase foi o financiamento específico de estudos epidemiológicos em grande escala e ensaios clínicos com foco na saúde das mulheres, como a Women's Health Initiative (1991), o maior estudo de prevenção de doenças realizado nos Estados Unidos. O seu papel era estudar as principais causas de morte, incapacidade e fragilidade em mulheres idosas. Apesar desse progresso aparente, as mulheres continuam sub-representadas. Em 2006, as mulheres representaram menos de 25% dos ensaios clínicos publicados em 2004, Um estudo de acompanhamento pelos mesmos autores cinco anos depois encontrou poucas evidências de melhoria. Outro estudo encontrou entre 10–47% das mulheres em ensaios clínicos de doenças cardíacas, apesar da prevalência de doenças cardíacas em mulheres. O cancro do pulmão é a principal causa de morte por cancro entre as mulheres, mas embora o número de mulheres inscritas em estudos de cancro do pulmão esteja a aumentar, elas têm muito menos probabilidade de serem inscritas do que os homens.
Um dos desafios na avaliação do progresso nessa área é o número de estudos clínicos que não relatam o género dos indivíduos ou não têm poder estatístico para detectar diferenças de género. Esses ainda eram problemas em 2014, ainda agravados pelo facto de que a maioria dos estudos com animais também excluem as fêmeas ou não levam em consideração as diferenças de género; por exemplo, apesar da maior incidência de depressão entre as mulheres, menos de metade dos estudos com animais usam fêmeas. Consequentemente, uma série de agências de financiamento e revistas científicas têm pedido aos pesquisadores que abordem explicitamente questões de sexo e género nas suas pesquisas.
Uma questão relacionada é a inclusão de mulheres grávidas em estudos clínicos. Visto que outras doenças podem coexistir com a gravidez, são necessárias informações sobre a resposta e a eficácia das intervenções durante a gravidez, mas as questões éticas relativas ao feto tornam isto mais complexo. Este preconceito de género é parcialmente compensado pelo início de estudos epidemiológicos de mulheres em grande escala, como o Nurse's Health Study (1976), Women's Health Initiative e Black Women's Health Study.
As mulheres também foram alvo de abusos em pesquisas sobre cuidados de saúde, como a situação revelada no inquérito Cartwright na Nova Zelândia (1988), no qual uma pesquisa por duas jornalistas feministas revelou que mulheres com anormalidades cervicais não estavam a receber tratamento, como parte de uma experiência. As mulheres não foram informadas das anormalidades e várias morreram mais tarde.

## Iniciativas

Logótipo dos Objectivos de Desenvolvimento Sustentável da ONU

Além de abordar a desigualdade de género na pesquisa, vários países fizeram da saúde das mulheres o tema de iniciativas nacionais. Por exemplo, em 1991 nos Estados Unidos, o Departamento de Saúde e Serviços Humanos estabeleceu um Escritório de Saúde das mulheres (OWH) com o objectivo de melhorar a saúde das mulheres na América, através da coordenação da agenda de saúde das mulheres em todo o Departamento e outras agências. No século XXI, o Escritório concentrou-se nas mulheres com falta de atendimento. Além disso, em 1994, os Centros de Controle e Prevenção de Doenças (CDC) estabeleceram o seu próprio Escritório de Saúde das mulheres (OWH), que foi formalmente autorizado pela Lei de Assistência à Saúde Acessível de 2010 (ACA).
Internacionalmente, muitas agências das Nações Unidas, como a Organização Mundial da Saúde (OMS), Fundo das Nações Unidas para a População (UNFPA) e UNICEF mantêm programas específicos sobre a saúde das mulheres ou saúde materna, sexual e reprodutiva. Além disso, as metas globais das Nações Unidas tratam de muitas questões relacionadas com a saúde das mulheres, tanto directa quanto indirectamente. Estes incluem os Objetivos de Desenvolvimento do Milênio de 2000 (ODM) e o seu sucessor, os Objetivos de Desenvolvimento Sustentável adotados em setembro de 2015,  após o relatório sobre o progresso em direção aos ODM (Relatório dos Objetivos de Desenvolvimento do Milênio 2015). Por exemplo, os oito objetivos dos ODM, erradicar a pobreza extrema e a fome, alcançar a educação primária universal, promover a igualdade de género e empoderar as mulheres, reduzir as taxas de mortalidade infantil, melhorar a saúde materna, combater o HIV, a malária e outras doenças, garantindo sustentabilidade ambiental e desenvolvimento de uma parceria global para o desenvolvimento, todos impactam na saúde das mulheres, como fazem todos os dezessete objetivos dos ODS, além do ODS 5 específico: Alcançar a igualdade de género e empoderar todas as mulheres e meninas.

## Metas e desafios

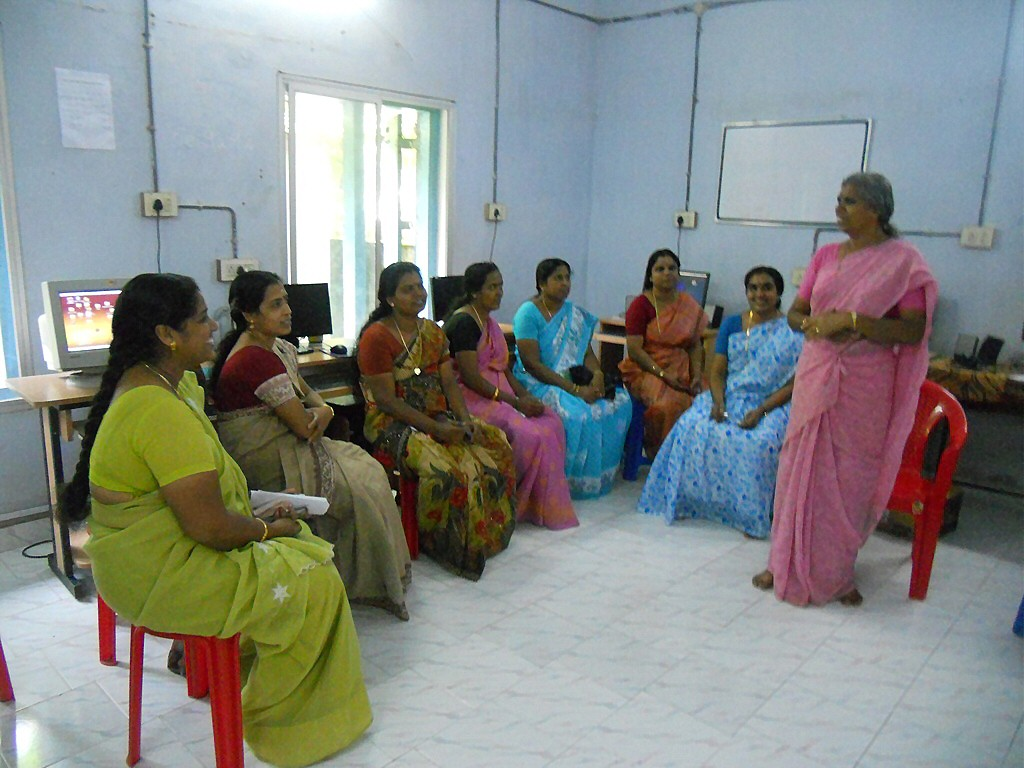
Mulheres a receber educação em saúde na Índia

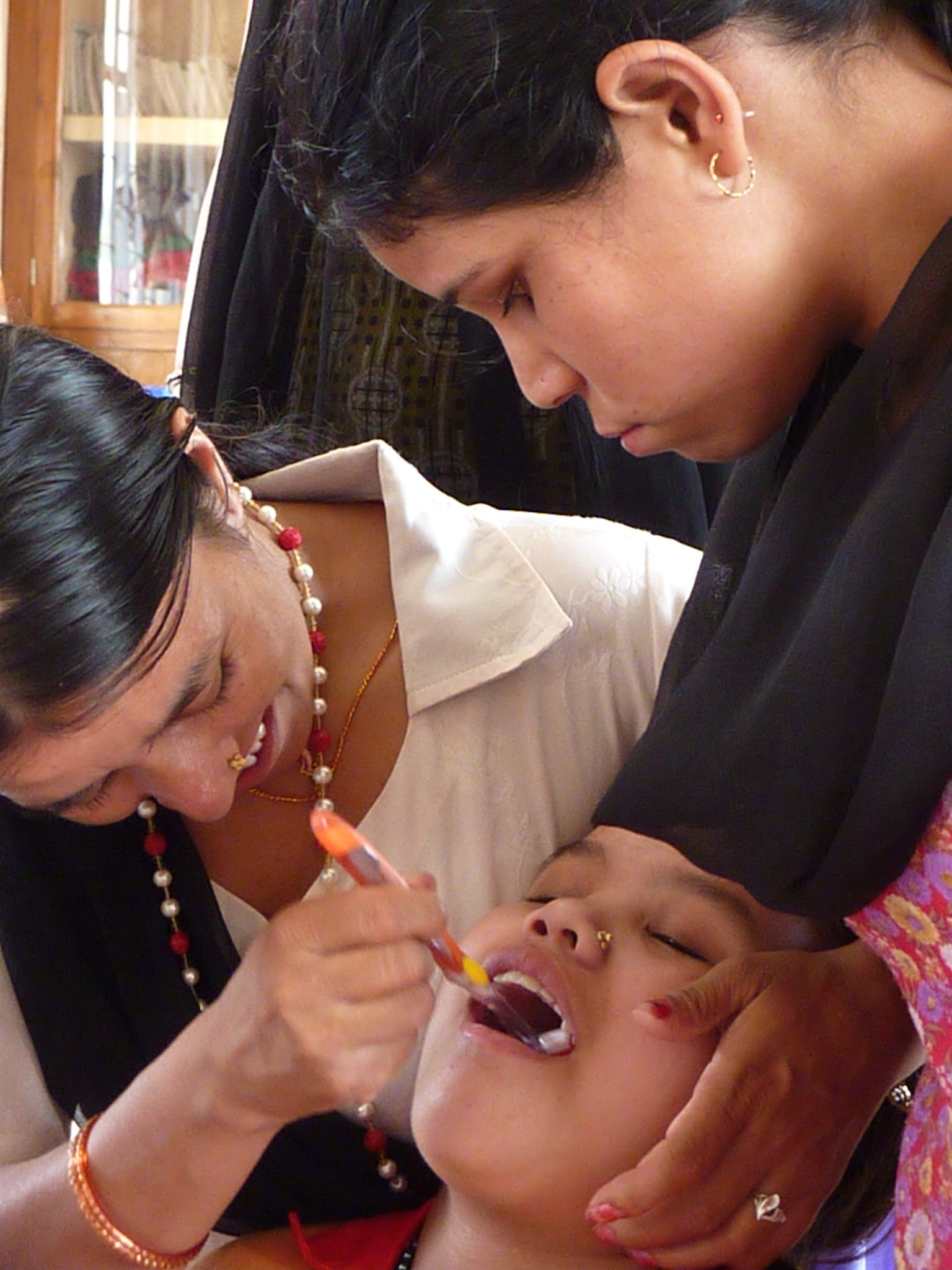
Mulheres no Nepal a aprender saúde bucal

A pesquisa é uma prioridade em termos de melhoria da saúde das mulheres. As necessidades de pesquisa incluem doenças exclusivas das mulheres, mais graves nas mulheres e aquelas que diferem em factores de risco entre mulheres e homens. O equilíbrio de género em estudos de pesquisa precisa de ser equilibrado de forma adequada para permitir uma análise que detectará as interações entre género e outros factores. Gronowski e Schindler sugerem que as revistas científicas tornem a documentação de género uma exigência ao relatar os resultados dos estudos com animais, e que as agências de financiamento exigem justificativa dos investigadores para qualquer desigualdade de género nas suas propostas de financiamento, dando preferência àquelas que são inclusivas. Eles também sugerem que deveria fazer parte do papel das organizações de saúde encorajar as mulheres a inscreverem-se em pesquisas clínicas. No entanto, houve progresso em termos de estudos de grande escala, como o WHI e, em 2006, a Society for Women's Health Research fundou a Organização para o Estudo das Diferenças de Sexo e o jornal Biology of Sex Differences para aprofundar o estudo das diferenças de sexo.
Os resultados da pesquisa podem levar algum tempo antes de serem implementados rotineiramente na prática clínica. A medicina clínica precisa de incorporar as informações já disponíveis nos estudos de pesquisa sobre as diferentes maneiras pelas quais as doenças afectam mulheres e homens. Muitos valores laboratoriais "normais" não foram adequadamente estabelecidos para a população feminina separadamente, e da mesma forma os critérios "normais" para crescimento e desenvolvimento. A dosagem dos medicamentos deve levar em consideração as diferenças de género no metabolismo dos medicamentos.
Globalmente, o acesso das mulheres aos cuidados de saúde continua a ser um desafio, tanto nos países em desenvolvimento como nos desenvolvidos. Nos Estados Unidos, antes da Lei de Assistência Médica Acessível entrar em vigor, 25% das mulheres em idade reprodutiva não tinham seguro saúde. Na ausência de seguro adequado, as mulheres tendem a evitar etapas importantes para o autocuidado, como exame físico de rotina, exames de rastreamento e prevenção, e cuidado pré-natal. A situação é agravada pelo facto de que as mulheres que vivem abaixo da linha da pobreza correm maior risco de gravidez não planeada, parto não planeado e aborto. Soma-se à carga financeira deste grupo o baixo desempenho educacional, a falta de transporte, horários de trabalho inflexíveis e a dificuldade de obter creches, todos os quais funcionam para criar barreiras ao acesso aos cuidados de saúde. Esses problemas são muito piores nos países em desenvolvimento. Menos de 50% dos partos nestes países são assistidos por profissionais de saúde (por exemplo, parteiras, enfermeiras, médicos), o que é responsável por taxas mais altas de morte materna, até 1: 1.000 nados-vivos. Isto apesar dos padrões de definição da OMS, como um mínimo de quatro consultas pré-natais. A falta de profissionais de saúde, instalações e recursos, como formulários, contribuem para altos níveis de mortalidade entre as mulheres por doenças evitáveis, como fístulas obstétricas, doenças sexualmente transmissíveis e cancro do colo do útero.
Esses desafios estão incluídos nas metas do Office of Research on Women's Health, dos Estados Unidos, assim como a meta de facilitar o acesso das mulheres às carreiras em biomedicina. O ORWH acredita que uma das melhores maneiras de fazer avançar a pesquisa em saúde das mulheres é aumentar a proporção de mulheres envolvidas em saúde e pesquisa em saúde, bem como assumir a liderança no governo, centros de ensino superior e no setor privado. Essa meta reconhece o tecto de vidro que as mulheres enfrentam nas carreiras científicas e na obtenção de recursos de subsídios a salários e espaço de laboratório. A Fundação Nacional da Ciência nos Estados Unidos afirma que as mulheres ganham apenas metade dos doutorados concedidos em ciência e engenharia, preenchem apenas 21% dos cargos de professor em tempo integral em ciências e 5% daqueles em engenharia, enquanto ganham apenas 82 % da remuneração que os seus colegas do sexo masculino ganham. Esses números são ainda menores na Europa.

### Simpósios e séries
- «14th Bergmeyer Conference on Women's Health». Scandinavian Journal of Clinical and Laboratory Investigation. 74 (sup244): 1–94. Agosto de 2014
- «Inclusion of women and minorities in clinical research». Academic Medicine. 69 (9). Setembro de 1994
- «Maternal survival (5 articles)». The Lancet. 368. Setembro–outubro de 2006

### Artigos
- Arbyn, M.; Castellsague, X.; de Sanjose, S.; Bruni, L.; Saraiya, M.; Bray, F.; Ferlay, J. (6 de abril de 2011). «Worldwide burden of cervical cancer in 2008». Annals of Oncology. 22 (12): 2675–2686. PMID 21471563. doi:10.1093/annonc/mdr015
- Carnes, Molly; Morrissey, Claudia; Geller, Stacie E. (novembro de 2008). «Women's Health and Women's Leadership in Academic Medicine: Hitting the Same Glass Ceiling?». Journal of Women's Health. 17 (9): 1453–1462. PMC 2586600. PMID 18954235. doi:10.1089/jwh.2007.0688
- Charney, Pamela (agosto de 2000). «Women's health: An Evolving Mosaic». Journal of General Internal Medicine. 15 (8): 600–602. PMC 1495581. PMID 10940153. doi:10.1046/j.1525-1497.2000.00623.x
- Charney, Pamela (4 de dezembro de 2001). «Coronary Artery Disease in Young Women: The Menstrual Cycle and Other Risk Factors». Annals of Internal Medicine. 135 (11): 1002–1004. PMID 11730402. doi:10.7326/0003-4819-135-11-200112040-00013
- Clancy, Carolyn M.; Massion, Charlea T. (14 de outubro de 1992). «American Women's Health Care. A Patchwork Quilt With Gaps». JAMA (journal). 268 (14): 1918–1920. PMID 1404719. doi:10.1001/jama.1992.03490140126048
- Coney, Sandra; Bunkle, Phillida (junho de 1987). «An Unfortunate Experiment at National Women's» (PDF). Metro (magazine). Auckland. pp. 47–65. Consultado em 23 de agosto de 2016
- Ellsberg, M. (setembro de 2006). «Violence against women and the Millennium Development Goals: Facilitating women's access to support». International Journal of Gynecology & Obstetrics. 94 (3): 325–332. CiteSeerX 10.1.1.619.5166. PMID 16842792. doi:10.1016/j.ijgo.2006.04.021
- Friedman, Arnold J.; Chen, Zhao; Ford, Patricia; Johnson, Cynda Ann; Lopez, Ana Maria; Shander, Aryeh; Waters, Jonathan H.; van Wyck, David (dezembro de 2012). «Iron Deficiency Anemia in Women Across the Life Span». Journal of Women's Health. 21 (12): 1282–1289. PMID 23210492. doi:10.1089/jwh.2012.3713
- Gahagan, Jacqueline; Gray, Kimberly; Whynacht, Ardath (2015). «Sex and gender matter in health research: addressing health inequities in health research reporting». International Journal for Equity in Health. 14 (1). 12 páginas. PMC 4320818. PMID 25637131. doi:10.1186/s12939-015-0144-4
- Gahagan, Jacqueline (15 de agosto de 2016). «Commentary on the new sex and gender editorial policy of the Canadian Journal of Public Health». Canadian Journal of Public Health. 107 (2): e140–1. PMC 6972341. PMID 27526209. doi:10.17269/cjph.107.5584. Resumo divulgativo – Jon Tattrie. Canadian Journal of Public Health tells researchers to address sex, gender in trials: Research 'excluding 50 per cent of the population' isn't best return for taxpayers, says Jacqueline Gahagan. Canadian Broadcasting Corporation News: Nova Scotia (7 de dezembro de 2016)
- García-Moreno, Claudia; Amin, Avni (1 de maio de 2016). «The sustainable development goals, violence and women's and children's health». Bulletin of the World Health Organization. 94 (5): 396–397. PMC 4850543. PMID 27147771. doi:10.2471/blt.16.172205
- Geller, Stacie E.; Adams, Marci Goldstein; Carnes, Molly (dezembro de 2006). «Adherence to Federal Guidelines for Reporting of Sex and Race/Ethnicity in Clinical Trials». Journal of Women's Health. 15 (10): 1123–1131. PMID 17199453. doi:10.1089/jwh.2006.15.1123
- Geller, Stacie E.; Koch, Abby; Pellettieri, Beth; Carnes, Molly (março de 2011). «Inclusion, Analysis, and Reporting of Sex and Race/Ethnicity in Clinical Trials: Have We Made Progress?». Journal of Women's Health. 20 (3): 315–320. PMC 3058895. PMID 21351877. doi:10.1089/jwh.2010.2469
- Gronowski, Ann M.; Schindler, Emily I. (2014). «Women's Health». Scand J Clin Lab Invest Suppl. 244: 2–7. PMID 25083885. doi:10.3109/00365513.2014.936672, in Bergmeyer (2014)
- Inhorn, Marcia C. (setembro de 2006). «Defining Women's Health: A Dozen Messages from More than 150 Ethnographies» (PDF). Medical Anthropology Quarterly. 20 (3): 345–378. PMID 16937621. doi:10.1525/maq.2006.20.3.345
- Kim, Esther S.H.; Carrigan, Thomas P.; Menon, Venu (agosto de 2008). «Enrollment of Women in National Heart, Lung, and Blood Institute-Funded Cardiovascular Randomized Controlled Trials Fails to Meet Current Federal Mandates for Inclusion». Journal of the American College of Cardiology. 52 (8): 672–673. PMID 18702973. doi:10.1016/j.jacc.2008.05.025
- Koplan, Jeffrey P; Bond, T Christopher; Merson, Michael H; Reddy, K Srinath; Rodriguez, Mario Henry; Sewankambo, Nelson K; Wasserheit, Judith N (junho de 2009). «Towards a common definition of global health». The Lancet. 373 (9679): 1993–1995. CiteSeerX 10.1.1.610.7968. PMID 19493564. doi:10.1016/S0140-6736(09)60332-9
- Kozhimannil, Katy Backes; Abraham, Jean M.; Virnig, Beth A. (março de 2012). «National Trends in Health Insurance Coverage of Pregnant and Reproductive-Age Women, 2000 to 2009». Women's Health Issues. 22 (2): e135–e141. PMID 22385900. doi:10.1016/j.whi.2011.12.002
- Liu, Katherine A.; DiPietro Mager, Natalie A. (31 de março de 2016). «Women's involvement in clinical trials: historical perspective and future implications». Pharmacy Practice. 14 (1). 708 páginas. PMC 4800017. PMID 27011778. doi:10.18549/PharmPract.2016.01.708
- McCarthy, CR (1994). «Historical background of clinical trials involving women and minorities». Acad Med. 69 (9): 695–698. PMID 8074757. doi:10.1097/00001888-199409000-00002, in Academic Medicine (1994)
- Macfarlane, Sarah B; Jacobs, Marian; Kaaya, Ephata E (10 de dezembro de 2008). «In the Name of Global Health: Trends in Academic Institutions». Journal of Public Health Policy. 29 (4): 383–401. PMID 19079297. doi:10.1057/jphp.2008.25
- Manson, JoAnn E.; Chlebowski, Rowan T.; Stefanick, Marcia L.; Aragaki, Aaron K.; Rossouw, Jacques E.; Prentice, Ross L.; Anderson, Garnet; Howard, Barbara V.; Thomson, Cynthia A.; LaCroix, Andrea Z.; Wactawski-Wende, Jean; Jackson, Rebecca D.; Limacher, Marian; Margolis, Karen L.; Wassertheil-Smoller, Sylvia; Beresford, Shirley A.; Cauley, Jane A.; Eaton, Charles B.; Gass, Margery; Hsia, Judith; Johnson, Karen C.; Kooperberg, Charles; Kuller, Lewis H.; Lewis, Cora E.; Liu, Simin; Martin, Lisa W.; Ockene, Judith K.; O'sullivan, Mary Jo; Powell, Lynda H.; Simon, Michael S.; Van Horn, Linda; Vitolins, Mara Z.; Wallace, Robert B. (2 de outubro de 2013). «Menopausal Hormone Therapy and Health Outcomes During the Intervention and Extended Poststopping Phases of the Women's Health Initiative Randomized Trials». JAMA (journal). 310 (13): 1353–1368. PMC 3963523. PMID 24084921. doi:10.1001/jama.2013.278040
- Marshall, N. L.; Tracy, A. J. (2009). «After the Baby: Work-Family Conflict and Working Mothers' Psychological Health». Family Relations. 58 (4): 380–391. doi:10.1111/j.1741-3729.2009.00560.x
- Marshall, Nancy L. Employment and women's health. [S.l.: s.n.] pp. 46–63. Consultado em 13 de julho de 2016, in Spiers et al (2013)
- Murray-Kolb, LE; Beard, JL (março de 2007). «Iron treatment normalizes cognitive functioning in young women.». American Journal of Clinical Nutrition. 85 (3): 778–87. PMID 17344500. doi:10.1093/ajcn/85.3.778
- Norsigian, Judy (1994). «Women and National Health Care Reform: A Progressive Feminist Agenda». Reframing Women's Health: Multidisciplinary Research and Practice. [S.l.]: SAGE Publications, Inc. pp. 111–117. ISBN 9780803958609. doi:10.4135/9781483327099.n11, in Dan (1994)
- Nour, Nawal M. (2014). «Global women's health – A global perspective». Scandinavian Journal of Clinical and Laboratory Investigation. 74: 8–12. PMID 25083886. doi:10.3109/00365513.2014.936673, in Bergmeyer (2014)
- Pimenta, Jeanne M; Galindo, Claudia; Jenkins, David; Taylor, Sylvia M (21 de novembro de 2013). «Estimate of the global burden of cervical adenocarcinoma and potential impact of prophylactic human papillomavirus vaccination». BMC Cancer. 13 (1). 553 páginas. PMC 3871005. PMID 24261839. doi:10.1186/1471-2407-13-553
- Pinn, VW (1994). «The role of the NIH's Office of Research on Women's Health». Acad Med. 69 (9): 698–702. PMID 8074758. doi:10.1097/00001888-199409000-00003, in Academic Medicine (1994)
- Public Health Service Task Force on Women's Health Issues (janeiro–fevereiro de 1985). «Women's health. Report of the Public Health Service Task Force on Women's Health Issues». Public Health Reports. 100 (1): 73–106. PMC 1424718. PMID 3918328
- Royal Thai College of Obstetricians and Gynaecologists; JHPIEGO Corporation Cervical Cancer Prevention Group (março de 2003). «Safety, acceptability, and feasibility of a single-visit approach to cervical-cancer prevention in rural Thailand: a demonstration project». The Lancet. 361 (9360): 814–820. PMID 12642047. doi:10.1016/S0140-6736(03)12707-9
- Schiebinger, Londa (1 de outubro de 2003). «Women's health and clinical trials». Journal of Clinical Investigation. 112 (7): 973–977. PMC 198535. PMID 14523031. doi:10.1172/JCI19993
- Shen, Helen (6 de março de 2013). «Inequality quantified: Mind the gender gap». Nature. 495 (7439): 22–24. PMID 23467149. doi:10.1038/495022a
- Siegel, Rebecca; Naishadham, Deepa; Jemal, Ahmedin (janeiro de 2012). «Cancer statistics, 2012». CA - A Cancer Journal for Clinicians. 62 (1): 10–29. PMID 22237781. doi:10.3322/caac.20138
- Siegel, Rebecca L.; Miller, Kimberly D.; Jemal, Ahmedin (janeiro de 2016). «Cancer statistics, 2016». CA - A Cancer Journal for Clinicians. 66 (1): 7–30. PMID 26742998. doi:10.3322/caac.21332}
- Stevens, Gretchen A; Mathers, Colin D; Beard, John R (1 de setembro de 2013). «Global mortality trends and patterns in older women». Bulletin of the World Health Organization. 91 (9): 630–639. PMC 3790210. PMID 24101779. doi:10.2471/BLT.12.109710
- Turshen, Meredeth; Koblinsky, Marge; Timyan, Judith; Gay, Jill (dezembro de 1994). «The Health of Women: A Global Perspective». Journal of Public Health Policy. 14 (3). 366 páginas. JSTOR 3343047. doi:10.2307/3343047
- Vickers, M. R; MacLennan, A. H; Lawton, B.; Ford, D.; Martin, J.; Meredith, S. K; DeStavola, B. L; Rose, S.; Dowell, A.; Wilkes, H. C; Darbyshire, J. H; Meade, T. W (4 de agosto de 2007). «Main morbidities recorded in the women's international study of long duration oestrogen after menopause (WISDOM): a randomised controlled trial of hormone replacement therapy in postmenopausal women». BMJ. 335 (7613). 239 páginas. PMC 1939792. PMID 17626056. doi:10.1136/bmj.39266.425069.AD
- Watts, Charlotte; Zimmerman, Cathy (abril de 2002). «Violence against women: global scope and magnitude». The Lancet. 359 (9313): 1232–1237. PMID 11955557. doi:10.1016/S0140-6736(02)08221-1
- Young, Ian S. (2014). «Foreword». Scandinavian Journal of Clinical and Laboratory Investigation. 74: 1. PMID 25083884. doi:10.3109/00365513.2014.936671, in Bergmeyer (2014)

#### Saúde reprodutiva e sexual
- Aedy, Thomas (12 de abril de 2016). «Ending child marriage: can we achieve this SDG?». Development Progress. Consultado em 7 de agosto de 2016, in Development Progress (2016)
- Bruinvels, G; Burden, R J; McGregor, A J; Ackerman, K E; Dooley, M; Richards, T; Pedlar, C (6 de junho de 2016). «Sport, exercise and the menstrual cycle: where is the research?» (PDF). British Journal of Sports Medicine. 51 (6): bjsports–2016–096279. PMID 27267895. doi:10.1136/bjsports-2016-096279
- Chandra, A; Copen, CE; Stephen, EH (14 de agosto de 2013). «Infertility and impaired fecundity in the United States, 1982–2010: data from the National Survey of Family Growth.» (PDF). National Health Statistics Reports (67): 1–18, 1 p following 19. PMID 24988820
- Darroch, Jacqueline E; Singh, Susheela (maio de 2013). «Trends in contraceptive need and use in developing countries in 2003, 2008, and 2012: an analysis of national surveys». The Lancet. 381 (9879): 1756–1762. PMID 23683642. doi:10.1016/S0140-6736(13)60597-8
- Forman, David; de Martel, Catherine; Lacey, Charles J.; Soerjomataram, Isabelle; Lortet-Tieulent, Joannie; Bruni, Laia; Vignat, Jerome; Ferlay, Jacques; Bray, Freddie; Plummer, Martyn; Franceschi, Silvia (novembro de 2012). «Global Burden of Human Papillomavirus and Related Diseases». Vaccine. 30: F12–F23. PMID 23199955. doi:10.1016/j.vaccine.2012.07.055
- Ganatra, Bela; Tunçalp, Özge; Johnston, Heidi Bart; Johnson Jr, Brooke R; Gülmezoglu, Ahmet Metin; Temmerman, Marleen (1 de março de 2014). «From concept to measurement: operationalizing WHO's definition of unsafe abortion». Bulletin of the World Health Organization. 92 (3). 155 páginas. PMC 3949603. PMID 24700971. doi:10.2471/BLT.14.136333
- Nour, NM (abril de 2004). «Female genital cutting: clinical and cultural guidelines.». Obstetrical & Gynecological Survey. 59 (4): 272–279. PMID 15024227. doi:10.1097/01.ogx.0000118939.19371.af
- Nour, Nawal (2006). «Health Consequences of Child Marriage in Africa». Emerging Infectious Diseases. 12 (11): 1644–1649. PMC 3372345. PMID 17283612. doi:10.3201/eid1211.060510
- Nour, Nawal M.; Michels, Karin B.; Bryant, Ann E. (julho de 2006). «Defibulation to Treat Female Genital Cutting». Obstetrics & Gynecology. 108 (1): 55–60. PMID 16816056. doi:10.1097/01.AOG.0000224613.72892.77
- Peterson, Herbert B; Darmstadt, Gary L; Bongaarts, John (maio de 2013). «Meeting the unmet need for family planning: now is the time». The Lancet. 381 (9879): 1696–1699. PMID 23683620. doi:10.1016/S0140-6736(13)60999-X
- Sedgh, Gilda; Bearak, Jonathan; Singh, Susheela; Bankole, Akinrinola; Popinchalk, Anna; Ganatra, Bela; Rossier, Clémentine; Gerdts, Caitlin; Tunçalp, Özge; Johnson, Brooke Ronald; Johnston, Heidi Bart; Alkema, Leontine (julho de 2016). «Abortion incidence between 1990 and 2014: global, regional, and subregional levels and trends». The Lancet. 388 (10041): 258–267. PMC 5498988. PMID 27179755. doi:10.1016/S0140-6736(16)30380-4
- Sunderam, Saswati; Kissin, Dmitry M.; Crawford, Sara B.; Folger, Suzanne G.; Jamieson, Denise J.; Warner, Lee; Barfield, Wanda D. (4 de dezembro de 2015). «Assisted Reproductive Technology Surveillance — United States, 2013». MMWR. Surveillance Summaries. 64 (11): 1–25. PMID 26633040. doi:10.15585/mmwr.ss6411a1
- Sunderam, Saswati; Kissin, Dmitry M.; Crawford, Sara B.; Folger, Suzanne G.; Jamieson, Denise J.; Warner, Lee; Barfield, Wanda D. (6 de dezembro de 2013). «Assisted Reproductive Technology Surveillance — United States, 2010». MMWR. Surveillance Summaries. 62 (9): 1–24. PMID 24304902. Consultado em 17 de julho de 2016

#### Saúde materna
- Filippi, Véronique; Ronsmans, Carine; Campbell, Oona MR; Graham, Wendy J; Mills, Anne; Borghi, Jo; Koblinsky, Marjorie; Osrin, David (outubro de 2006). «Maternal health in poor countries: the broader context and a call for action». The Lancet. 368 (9546): 1535–1541. PMID 17071287. doi:10.1016/S0140-6736(06)69384-7
- Hansen, Christian Holm; Schellenberg, Joanna R M Armstrong (janeiro de 2016). «Modest global achievements in maternal survival: more focus on sub-Saharan Africa is needed» (PDF). The Lancet. 387 (10017): 410–411. PMID 26869551. doi:10.1016/S0140-6736(16)00099-4
- Joint Commission (26 de janeiro de 2010). «Preventing maternal death» (PDF). Sentinel Event Alert (44)
- Rosenfield, Allan; Maine, Deborah; Freedman, Lynn (setembro de 2006). «Meeting MDG-5: an impossible dream?». The Lancet. 368 (9542): 1133–1135. PMID 17011925. doi:10.1016/S0140-6736(06)69386-0
- Say, Lale; Chou, Doris; Gemmill, Alison; Tunçalp, Özge; Moller, Ann-Beth; Daniels, Jane; Gülmezoglu, A Metin; Temmerman, Marleen; Alkema, Leontine (junho de 2014). «Global causes of maternal death: a WHO systematic analysis». The Lancet Global Health. 2 (6): e323–e333. PMID 25103301. doi:10.1016/S2214-109X(14)70227-X

### Lívros
- Barmak, Sarah (2016). Closer: Notes from the Orgasmic Frontier of Female Sexuality. Toronto: Coach. ISBN 9781552453230. Arquivado do original em 11 de agosto de 2016
- Boyd-Judson, Lyn; James, Patrick, eds. (2014). Women's global health norms and state policies. Lanham: Lexington Books. ISBN 9780739188897
- Crowell, Nancy A.; Burgess, Ann W., eds. (1996). Understanding Violence Against Women. DC: National Academies Press. ISBN 9780309588812. doi:10.17226/5127
- Dan, Alice J., ed. (1994). Reframing women's health multidisciplinary research and practice. Thousand Oaks, CA: Sage Publications. ISBN 9781452255200
- Grant, Nicole J. (1992). The Selling of contraception: the Dalkon Shield case, sexuality, and women's autonomy. Columbus: Ohio State University Press. ISBN 978-0814205723
- Hart, Tanya (2015). Health in the City: Race, Poverty, and the Negotiation of Women's Health in New York City, 1915–1930. [S.l.]: NYU Press. ISBN 9781479873067
- Koblinsky, Marje; Timyan, Judith; Gay, Jill, eds. (1993). The health of women: a global perspective. Boulder, San Francisco: Westview Press. ISBN 9780813316086
- Lewis, Judith A.; Bernstein, Judith (1996). Women's Health: A Relational Perspective Across the Life Cycle. Sudbury, Mass.: Jones & Bartlett Learning. ISBN 9780867204858
- Loue, Sana; Sajatovic, Martha, eds. (2004). Encyclopedia of woment's health. New York: Kluwer Academic/Plenum Publishers. ISBN 9780306480737
- Nelson, Jennifer (2015). More Than Medicine: A History of the Feminist Women's Health Movement. [S.l.]: New York University Press. ISBN 978-0-8147-6290-5
- Pringle, Rosemary (1998). Sex and medicine: gender, power and authority in the medical profession. Cambridge: Cambridge Univ. Press. ISBN 9780521578127
- Regitz-Zagrosek, Vera, ed. (2012). Sex and gender differences in pharmacology. Berlin: Springer. ISBN 9783642307256
- Senie, Ruby T., ed. (2014). Epidemiology of women's health. Burlington, MA: Jones & Bartlett Learning. ISBN 9780763769857
- Spiers, Mary V.; Geller, Pamela A.; Kloss, Jacqueline D., eds. (2013). Women's Health Psychology. Hoboken, NJ: Wiley. ISBN 9781118415511
- Seaman, Barbara; Eldridge, Laura (2008). The No-Nonsense Guide to Menopause. New York: Simon and Schuster. ISBN 9781416564836
- Stevens, Joyce (1995). Healing women: a history of Leichhardt Women's Community Health Centre. Leichhardt, N.S.W.: First Ten Years History Project. ISBN 978-0646259772. Consultado em 14 de julho de 2016
- Wolf, Naomi (2012). Vagina: a new biography. New York, New York: Ecco. ISBN 9780061989162
- Young, Iris (2000). Inclusion and democracy. Oxford New York: Oxford University Press. ISBN 9780198297550

#### Capítulos
- Galea, Sandro (15 de janeiro de 2013). Foreword. [S.l.: s.n.] pp. ix–x. ISBN 9780763769857, in Senie (2014)
- Rosenthal, Miriam B. (2004). «Depression». Encyclopedia of Women's Health. [S.l.: s.n.] pp. 358–360. ISBN 978-0-306-48073-7. doi:10.1007/978-0-306-48113-0_120, in Loue & Sajatovic (2004)
- Stebbins, Tira B. (2004). «Mental Illness». Encyclopedia of Women's Health. [S.l.: s.n.] pp. 820–822. ISBN 978-0-306-48073-7. doi:10.1007/978-0-306-48113-0_274, in Loue & Sajatovic (2004)
- Varia, Nisha (5 de janeiro de 2016). Ending Child Mariage: Meeting the Global Development Goals' Promise to Girls. [S.l.: s.n.] pp. 33–40, in World Report (2016)

### Relatórios e documentos
- Action Plan for Women's Health. [S.l.]: US Public Health Service Office on Women's Health. 2004. ISBN 9780788117893
- Cartwright, Silvia (5 de agosto de 1988). The Report of the Committee of Inquiry into Allegations Concerning the Treatment of Cervical Cancer at National Women's Hospital and into Other Related Matters. Auckland: Government Printing Office. ISBN 978-0-473-00664-8
- Committee on Women's Health Research, Institute of Medicine (2010). Women's Health Research: Progress, Pitfalls, and Promise. Washington DC: National Academies Press. ISBN 9780309153898. Consultado em 24 de julho de 2016
- Johnson, Paula A.; Therese Fitzgerald, Therese; Salganicoff, Alina; Wood, Susan F.; Goldstein, Jill M. (3 de março de 2014). Sex-Specific Medical Research Why Women's Health Can't Wait: A Report of the Mary Horrigan Connors Center for Women's Health & Gender Biology at Brigham and Women's Hospital (PDF). Boston MA: Mary Horrigan Connors Center for Women's Health & Gender Biology
- Office of the Surgeon General (2004). Bone Health and Osteoporosis: A Report of the Surgeon General. Rockville, MD: U.S. Department of Health and Human Services. PMID 20945569. Consultado em 18 de julho de 2016
- Presler-Marshall, Elizabeth; Jones, Nicola (junho de 2012). Charting the future: empowering girls to prevent early pregnancy (PDF). London: Overseas Development Institute Save the Children
- Singh, Susheela; Darroch, Jacqueline E. (junho de 2012). Adding It Up: Costs and Benefits of Contraceptive Services Estimates for 2012 (PDF). NY: Guttmacher Institute UNFP. Consultado em 7 de setembro de 2016
- Wood, Susan F.; Dor, Avi; Gee, Rebekah E.; Harms, Alison; Mauery, D. Richard; Rosenbaum, Sara J.; Tan, Ellen (15 de junho de 2009). Women's health and health care reform: the economic burden of disease in women'. D. Richard. Washington DC: George Washington University, School of Public Health and Health Services, Jacobs Institute of Women's Health. Consultado em 17 de julho de 2016
- World Report 2016 (PDF). New York: Human Rights Watch. 2016. ISBN 978-1-60980-702-3

#### Nações Unidas
- Biddlecom, Ann; Kantorová, Vladimíra; Kisambira, Stephen; Nahmias, Petra; Rafalimanana, Hantamalala (2015). Trends in Contraceptive Use Worldwide 2015 (PDF). New York: Department of Economic and Social Affairs, United Nations. ISBN 978-92-1-057775-5
- Blum, Robert W; Gates, William H (2015). Girlhood, Not Motherhood: Preventing Adolescent Pregnancy (PDF). [S.l.]: UNFPA. ISBN 978-0-89714-986-0. Consultado em 5 de agosto de 2016
- Garcia-Moreno, Claudia; Guedes, Alessandra; Knerr, Wendy (2012). Understanding and addressing violence against women (PDF). [S.l.]: WHO PAHO
- García-Moreno, Claudia; Pallitto, Christina; Devries, Karen; Stöckl, Heidi; Watts, Charlotte; Abrahams, Naeemah (2013). Global and regional estimates of violence against women prevalence and health effects of intimate partner violence and non-partner sexual violence. (PDF). Geneva: WHO LSHTM SAMRC. ISBN 978-92-4-156462-5
- Ibañez, Ximena Andión; Phillips, Suzannah; Fine, Johanna; Shoranick, Tammy (2010). The right to contraceptive information and services for women and adolescents (PDF). [S.l.]: Center for Reproductive Rights UNFPA
- Jones, Debra A (2007). Living Testimony: Obstetric Fistula and Inequities in Maternal Health (PDF). [S.l.]: UNFPA
- Krug, Etienne G.; Dahlberg, Linda L.; Mercy, James A.; Zwi, Anthony B.; Lozano, Rafael, eds. (2002). The World report on violence and health. Geneva: WHO. ISBN 978-92-4-154561-7
- Ricardo, Christine; Verani, Fabio (2010). Engaging Men and Boys in Gender Equality and Health: A global toolkit for action. [S.l.]: UNFPA. ISBN 978-0-89714-909-9
- Stewart, BW; Wild, CP, eds. (2014). World Cancer Report 2014. Lyon: IARC WHO. ISBN 978-92-832-0443-5
- CSW (2013). Agreed conclusions: The elimination and prevention of all forms of violence against women and girls (PDF). [S.l.]: ECOSOC UN Women. Consultado em 24 de agosto de 2016
- UN (20 de dezembro de 1993). Declaration on the Elimination of Violence against Women. 48/104 (PDF). [S.l.]: United Nations General Assembly
- UN (8 de setembro de 2000). United Nations Millennium Declaration. 55/2. [S.l.]: United Nations General Assembly
- UN (2015). The Millennium Development Goals Report 2015 (PDF). New York: United Nations
- UN (2015). Millennium Development Goal 3: Promote gender equality and empower women (PDF). New York: United Nations
- UN (2015). Millennium Development Goal 5: Improve maternal health (PDF). New York: United Nations
- UNFPA (fevereiro de 2016). Facing the Facts: Adolescent girls and contraception. [S.l.: s.n.]
- UN Women. The Facts: Violence against Women & Millennium Development Goals (PDF). [S.l.: s.n.] Consultado em 23 de agosto de 2016
- UN Women (janeiro de 2016). Flagship Programme: Prevention and access to essential services to end violence against women (PDF). [S.l.: s.n.]
- WHA (maio de 1996). Prevention of violence: a public health priority WHA49.25 (PDF). Geneva: WHO
- WHO (julho de 1997). Violence against women: Definition and scope of the problem (PDF). [S.l.: s.n.]
- WHO (2005). Addressing violence against women and achieving the Millennium Development Goals (PDF). Geneva: WHO: Department of Gender, Women and Health
- WHO (2005). The World Health Report 2005: Make every mother and child count. Geneva: WHO. ISBN 92-4-156290-0
- WHO (2014). Trends in maternal mortality: 1990 to 2013 (PDF). [S.l.]: WHO. ISBN 978-92-4-150722-6. Consultado em 2 de agosto de 2016
- WHO (agosto de 2016). Child, early and forced marriage legislation in 37 Asia-Pacific countries (PDF). [S.l.]: WHO Inter-Parliamentary Union. ISBN 978-92-4-156504-2. Consultado em 5 de agosto de 2016

### Websites
- McGregor, Alyson (setembro de 2014). «Why medicine often has dangerous side effects for women». TED: Ideas worth spreading. Sapling Foundation
- Saslow, Debbie (30 de janeiro de 2013). «Cervical Cancer is an International Issue». American Cancer Society. Consultado em 12 de agosto de 2016
- Arulkumaran, Sabaratnam (ed.). «GLOWM: The Global Library of Women's Medicine». International Federation of Gynecology and Obstetrics (FIGO). Consultado em 18 de julho de 2016
- NLM (2015). «Women's Health». Medical Subject Headings (MeSH). Consultado em 6 de julho de 2016
- «The global NCD epidemic: shifting the definition of women's health and development». GHD. Global Health and Diplomacy. 2014

#### Notícias
- Barlow, Rich (28 de março de 2014). «Why Medical Research Often Ignores Women». BU Today. Boston University. Consultado em 21 de julho de 2016
- Belluz, Julia (7 de novembro de 2016). «Want to improve the health of women? Electing a female leader helps.». Vox. Consultado em 10 de novembro de 2016
- MacEachron, Allison (julho de 2014). «Women's Health in the Post – 2015 World: Ensuring No One is Left Behind» (PDF). BCUN News. Business Council for the United Nations. Consultado em 13 de julho de 2016
- Paquette, Danielle (22 de outubro de 2016). «Why your daughter may never need to buy a tampon». Washington Post. Consultado em 26 de outubro de 2016
- Rogers, Katie (18 de outubro de 2016). «How to stop your period». New York Times. Consultado em 26 de outubro de 2016
- Roussy, Kas (6 de junho de 2016). «Women's period seen as barrier to medical research: 'Women are not just men with boobs and tubes,' researcher says». Canadian Broadcasting Corporation. Consultado em 4 de julho de 2016
- Roy, Eleanor Ainge (30 de julho de 2016). «New Zealand schoolgirls skip class because they can't afford sanitary items». The Guardian. Consultado em 2 de agosto de 2016
- Rubli, Sabrina (12 de dezembro de 2014). «How Menstrual Cups Are Changing Lives in East Africa». The Huffington Post. Consultado em 2 de agosto de 2016

#### Pesquisa da saúde da mulher
- «Black Women's Health Study». Boston University Sloane Epidemiology Centre. Consultado em 21 de julho de 2016
- «Jacobs Institute of Women's Health». Milken Institute School of Public Health. Consultado em 20 de julho de 2016
- «Nurses' Health Study». Harvard School of Public Health. 2016. Consultado em 21 de julho de 2016
- «Office of Research on Women's Health (ORWH)». National Institutes of Health. 2016. Consultado em 20 de julho de 2016
- «Women's Health Initiative». National Heart, Lung and Blood Institute. 2010. Consultado em 21 de julho de 2016
- «Society for Women's Health Research». 2016. Consultado em 20 de julho de 2016
- «Women's Health Research Institute». Northwestern University. Consultado em 20 de julho de 2016

#### Organizações
- «The American Congress of Obstetricians and Gynecologists». 2016. Consultado em 15 de setembro de 2016
- «Ending female genital mutilation to promote the achievement of the millennium development goals» (PDF). Amnesty International. 2010. Consultado em 4 de agosto de 2016
- «Child marriage facts and figures». International Center for Research on Women. 2015. Consultado em 4 de agosto de 2016
- «Girl Summit 2014». UK Department of International Development. 2014. Consultado em 6 de agosto de 2016
- «Office on Women's Health». US Department of Health and Human Services. 2012. Consultado em 25 de julho de 2016
  - «Girl Summit 2014». 2014. Consultado em 6 de agosto de 2016
- «Girls not Brides». 2016. Consultado em 6 de agosto de 2016
- «ICRW». International Center for Research on Women. 2015. Consultado em 7 de agosto de 2016
- «Human Rights Watch». 2016. Consultado em 7 de agosto de 2016 see Human Rights Watch
- «Development Progress». Consultado em 7 de agosto de 2016
- «Overseas Development Institute». Consultado em 13 de setembro de 2016 see Overseas Development Institute
- «Save the Children». 2016. Consultado em 14 de setembro de 2016 see Save the Children
- «Women's Health Action». New Zealand. 2014. Consultado em 23 de agosto de 2016

##### Provedores da saúde da mulher
- «Ciel Benedetto: A History of the Santa Cruz Women's Health Center, 1985–2000». University of California Santa Cruz. 2016. Consultado em 19 de julho de 2016
- «Leichhardt Women's Community Health Centre». 2016. Consultado em 14 de julho de 2016
- «Shenandoah Women's Healthcare, Harrisonburg VA». Consultado em 18 de julho de 2016

##### Nações Unidas
- «United Nations». Consultado em 1 de agosto de 2016
- «Millennium Development Goals and Beyond 2015». United Nations. Consultado em 31 de julho de 2016
- «Sustainable Development Goals». United Nations. Consultado em 1 de agosto de 2016
- ECOSOC. «United Nations Economic and Social Council». United Nations. Consultado em 24 de agosto de 2016
- OHCHR. «Office of the United Nations High Commissioner for Human Rights». United Nations. Consultado em 5 de agosto de 2016
- UNDESA. «UN Department of Economic and Social Affairs». United Nations. Consultado em 10 de setembro de 2016
- UNFPA. «United Nations Population Fund». United Nations. Consultado em 31 de julho de 2016
- UNICEF. «United Nations Children's Emergency Fund». United Nations. Consultado em 1 de agosto de 2016
- UN Women (2016). «United Nations Entity for Gender Equality and the Empowerment of Women». United Nations. Consultado em 16 de agosto de 2016
  - CSW (2016). «Commission on the Status of Women». ECOSOC UN Women. Consultado em 24 de agosto de 2016

###### OMS
- WHO (2016). «World Health Organization»
  - WHO (1948). «WHO definition of Health». Consultado em 6 de julho de 2016. Arquivado do original (Preamble to the Constitution of the World Health Organization as adopted by the International Health Conference, New York, 19–22 June 1946; signed on 22 July 1946 by the representatives of 61 States (Official Records of the World Health Organization, no. 2, p. 100) and entered into force on 7 April 1948.) em 7 de julho de 2016, in WHO (2016)
  - WHO (2016). «Women's health». Consultado em 8 de janeiro de 2017
  - WHO (2016). «Sexual and reproductive health». Consultado em 8 de janeiro de 2017
  - WHO (2016). «Health worker roles in providing safe abortion care and post-abortion contraception». Consultado em 8 de janeiro de 2017
  - PMNCH (5 de setembro de 2014). «UN passes historic resolution on ending child marriage». The Partnership for Maternal, Newborn & Child Health (PMNCH). WHO UN. Consultado em 6 de agosto de 2016
  - Bustreo, Flavia (8 de março de 2015). «Ten top issues for women's health». Promoting health through the life-course. WHO. Consultado em 15 de agosto de 2016
  - IARC (2016). «International Agency for Research on Cancer». WHO. Consultado em 6 de setembro de 2016

##### CDC
- CDC. «Centers for Disease Control». U.S. Department of Health & Human Services. Consultado em 16 de julho de 2016
  - CDC (2016). «Morbidity and Mortality Weekly Report (MMWR)». Consultado em 17 de julho de 2016, in CDC (2016)
  - CDC (2012). «Osteoporosis or Low Bone Mass at the Femur Neck or Lumbar Spine in Older Adults: United States, 2005–2008». Consultado em 18 de julho de 2016, in CDC (2016), in CDC (2016)